# Bernard L. Madoff

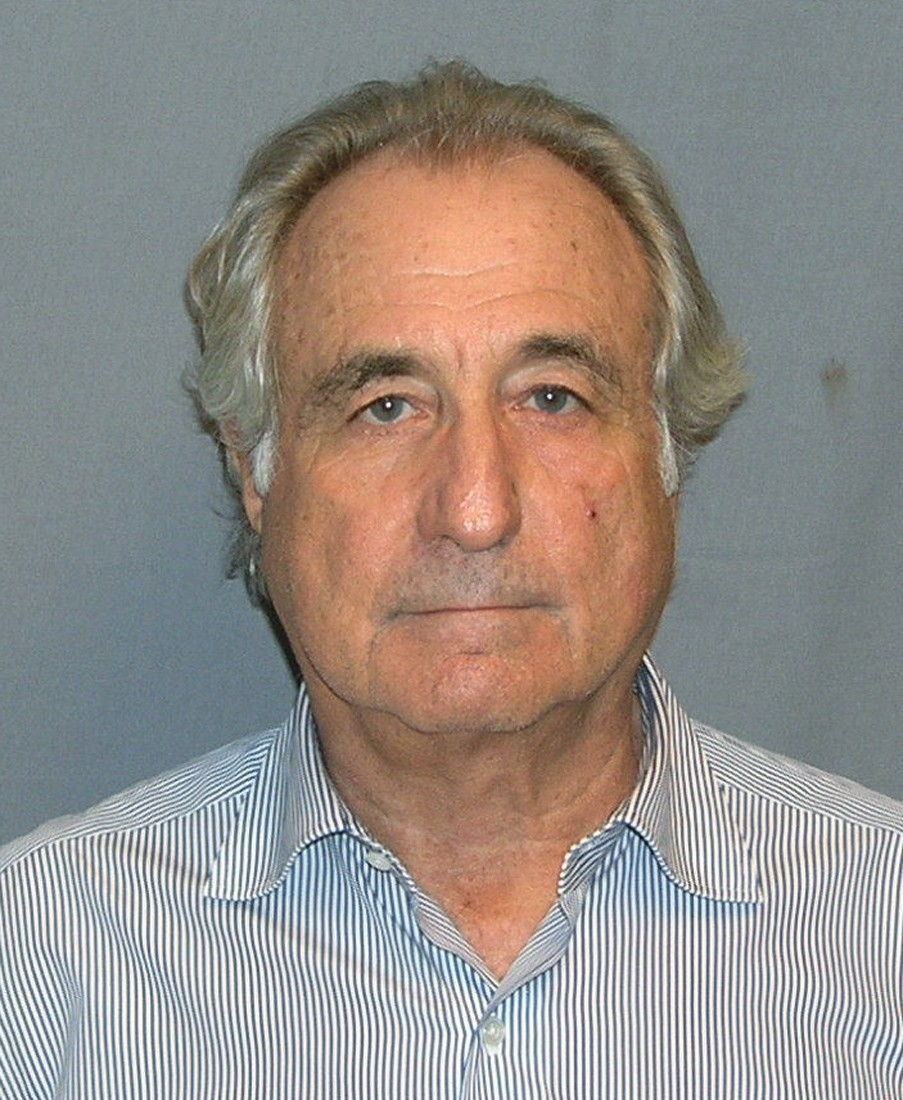
Bernard Madoff (2008)

Bernard Lawrence „Bernie“ Madoff [meidɔf] (* 29. April 1938 in Brooklyn, New York City; † 14. April 2021 in Butner, North Carolina) war ein US-amerikanischer Finanz- und Börsenmakler sowie Anlagebetrüger. Bevor seine betrügerischen Machenschaften aufgedeckt wurden, war er ein hochangesehener Wertpapierhändler und Vorsitzender der Technologiebörse NASDAQ. Ein Whistleblower entdeckte Madoffs Anlagebetrug bereits im Jahr 1999, wurde jedoch von der US-Börsenaufsichtsbehörde SEC jahrelang ignoriert.
Ende 2008 wurde Madoff wegen Betrugs verhaftet, da er jahrzehntelang einen Investmentfonds nach einem Ponzi-Schema betrieben hatte. Der Gesamtumfang des Schadens wurde zum Zeitpunkt des Prozesses gegen Madoff auf mindestens 65 Milliarden Dollar (rund 51 Milliarden Euro) veranschlagt, die Zahl der Geschädigten auf 4800. Nach Ansicht von Anwälten handelt es sich um den „ersten wirklich globalen Betrugsfall“. Dieser betraf im April 2009 weltweit rund drei Millionen Personen direkt oder indirekt. Rund 300 Anwaltskanzleien und 45.000 Anwälte sollen sich zu dieser Zeit mit dem Fall befasst haben. Madoff wurde am 29. Juni 2009 zu 150 Jahren Haft verurteilt, sein Fall wurde vom United States Attorney for the Southern District of New York, Preet Bharara, aufgearbeitet.
Die Eheleute Ruth und Bernard Madoff traten als Spender für zahlreiche wohltätige und kulturelle Einrichtungen auf und waren Mitglieder im Vorstand vieler Theater, Stiftungen und Colleges. Aufgrund dieses philanthropischen Erscheinungsbildes entschieden sich mehrere wohltätige Stiftungen, Madoff ihr Geld anzuvertrauen, wodurch ihnen zuletzt ein hoher finanzieller Schaden entstand.

## Leben
Madoff wurde 1938 in Brooklyn, New York, als zweites von drei Kindern der Eheleute Sylvia Muntner und Zookan „Ralph“ Madoff geboren. Seine Großeltern waren osteuropäische Juden, die Anfang des 20. Jahrhunderts in die Vereinigten Staaten eingewandert waren. Madoff wuchs in bescheidenen Verhältnissen (das Sportgeschäft seines Vaters musste Insolvenz anmelden) in Laurelton, einem gutbürgerlichen und damals vielfach von jüdischen Einwanderern bewohnten Viertel von Queens auf, wo er zunächst die öffentliche Schule und ab 1952 die Far Rockaway Highschool besuchte. Dort erlangte er 1956 seinen Schulabschluss.
Von 1956 bis 1957 besuchte Madoff die University of Alabama, wo er der seit 1909 existierenden jüdischen Studentenverbindung Sigma Alpha Mu beitrat. 1960 beendete er nach drei Jahren sein politikwissenschaftliches Studium am damaligen Hofstra College auf Long Island. Von 1960 bis 1961 besuchte er Vorlesungen an der Brooklyn Law School und arbeitete nebenbei.
Bereits 1956 hatte er in Laurelton die drei Jahre jüngere Ruth Alpern, ebenfalls Enkelin jüdischer Einwanderer, kennengelernt. Madoff und sie heirateten 1959 und hatten zwei gemeinsame Söhne: Mark (1964–2010) und Andrew (1966–2014).

## Geschäftsleben
Mit einer Ersparnis von 5.000 Dollar aus Ferienjobs als Rettungsschwimmer (im Silver Point Beach Club in Atlantic Beach, Long Island) und Installateur für Gartenbewässerungsanlagen gründete Madoff im Jahr 1960 eine Investmentfirma namens Investment Securities, die sich zunächst auf so genannte Penny Stocks spezialisierte. Sie wies zehn Jahre später eine große Anzahl Kunden auf, die er vornehmlich in Country Clubs der High Society, wie dem Palm Beach Country Club, gewonnen hatte. Sein Unternehmen lebte zunächst vom so genannten Spread, der Differenz zwischen Angebots- und Nachfragepreis eines Wertpapiers. Zudem bot er früh den Computerhandel mit Wertpapieren an und konnte so häufig günstigere Kurse bieten, was wiederum für Fonds Vorteile bot.
Im August 1963 wurde die Zulassung von Sylvia Madoff, der Mutter Madoffs, die als „Broker dealer“ mit ihrem Unternehmen Gibraltar Securities arbeitete, von der United States Securities and Exchange Commission (SEC) infrage gestellt. Im Januar 1964 verzichtete die SEC auf weitere Maßnahmen im Zusammenhang mit ihren unklaren Vermögensverhältnissen, doch musste Sylvia Madoff im Gegenzug auf ihre Tätigkeit verzichten. Unklar ist, ob ihr Ehemann Ralph die Geschäfte führte, obwohl sie dafür registriert war. Inwieweit dies mit Steuerschulden des Ehepaars in Zusammenhang stand, ist ebenfalls unklar.
Madoff wirkte an der National Association of Securities Dealers (NASD) mit, die den NASDAQ regulierte. Sein Unternehmen war eine der treibenden Kräfte bei der Entwicklung desselben, und er war 1990, 1991 und 1993 Non-executive Chairman des Board of Directors und Mitglied des Board of Governors.
Madoff besaß Immobilien in der Upper East Side Manhattans, den Hamptons, Palm Beach und Paris. Zusammen mit seiner Frau Ruth wirkte er als Philanthrop und Spender für Colleges, Theater, Bildungseinrichtungen, jüdische Wohltätigkeitsorganisationen sowie als Kunstmäzen. Von 1993 bis 1994 hatte Bernard Madoff eine Affäre mit der Publizistin Sheryl Weinstein, die zu diesem Zeitpunkt Finanzchefin von Hadassah, der zionistischen Frauenorganisation der USA war.

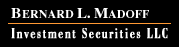
Unternehmenslogo der Bernard L. Madoff Investment Securities LLC

Madoffs Unternehmen Bernard L. Madoff Investment Securities LLC, eine Limited Liability Company, hatte keinen persönlich haftenden Gesellschafter und agierte vor allem als Broker an der Börse, aber auch als Investor. Das Unternehmen war als so genannter Market Maker tätig. Das Brokerhaus verwaltete Anlagegelder für vermögende Kunden und eine Reihe von Hedgefonds. Sie war 2008 in den größten Betrugsskandal verwickelt, den die New Yorker Börse bis dahin erlebt hatte. Das Wall Street Journal schrieb 2008, es sei ein Vorgang, der „sich als der größte Finanzbetrug der Geschichte erweisen könnte“.
1970 stieg Madoffs Bruder Peter B. Madoff in das Geschäft ein. Die Brüder leiteten gemeinsam Cohmad Securities, ein Unternehmen, das im selben Gebäude ansässig war wie das Unternehmen Bernard Madoffs. Wie sich später herausstellte, stellte Madoff bereits 1996 den Handel mit Aktien ein.
Noch im November 2008 ließ Madoff allein aus Großbritannien 164 Millionen Dollar an sein New Yorker Unternehmen transferieren.

## Strafrechtliche Folgen
Im Dezember 2008 wurde Madoff vom FBI verhaftet. Die U.S. Securities and Exchange Commission (SEC) fror zunächst das verbliebene Vermögen von rund 70 Millionen Dollar ein. Madoff wurde vorgeworfen, er habe versprochene Gewinne aus immer neuen Kundeneinlagen ausbezahlt, ein sogenanntes Ponzi-Schema. Als einer seiner Kunden mehrere Milliarden an Einlagen zurückforderte, brach das System zusammen. Die SEC erhob daraufhin am 11. Dezember 2008 Anklage. Damit war der Fall am US-Bezirksgericht in Manhattan (U.S. District Court for the Southern District of New York, Manhattan) unter der Bezeichnung US versus Madoff, 08-MAG-02735, anhängig. In einer Funktion ähnlich der eines Ermittlungsrichters, genauer als US Magistrate Judge, trat dabei Gabriel Gorenstein auf.
Anscheinend hatte Madoff vor, sich zu stellen, als sein System kurz vor dem Zusammenbruch stand. Seit Dezember 2007 bestanden Probleme, weil Kunden im Zuge der Finanzkrise ihre Einlagen abzogen. Auffällig war auch, dass die Stiftung der Familie Madoff im Jahre 2007 nur 95.000 Dollar an wohltätige Organisationen gespendet hatte, während im Jahr zuvor noch 1.277.600 Dollar gespendet worden waren.
Aus den Klageschriften geht hervor, dass Madoff auch seine Söhne Andrew und Mark betrogen hatte. Nachdem er ihnen am Abend des 10. Dezember 2008 eröffnet hatte, dass von den Milliarden der Anleger nur noch 200 bis 300 Millionen Dollar übrig waren, hatten die Brüder Anwälte verständigt und die Behörden eingeschaltet. Kurz zuvor hatte Ruth Madoff noch 15,5 Millionen Dollar aus einem Unternehmen abgezogen, an dem ihr Ehemann beteiligt war.
Für die Prüfung der Bücher war laut der New Yorker Anlageberatung Aksia das Unternehmen Friehling & Horowitz verantwortlich, eine Firma mit drei Angestellten.
Bernard Madoff wurde zwar gegen zehn Millionen Dollar Kaution auf freien Fuß gesetzt, durfte aber den Bundesstaat New York nicht verlassen. Am 16. Dezember 2008 ordnete die Staatsanwaltschaft eine ganztägige Ausgangssperre an. Madoff erklärte sich bereit, eine elektronische Fußfessel zu tragen und seinen Pass abzugeben. Seine Frau Ruth musste ihren Pass ebenfalls abgeben, obwohl sie nicht beschuldigt war.
Attorney General Michael Mukasey zog sich nach Mitteilung des Justizministeriums aus dem Verfahren zurück, weil sein Sohn Marc Mukasey mit Frank DiPascali einen gehobenen Angestellten in Madoffs Unternehmen vertrat.
Am 13. Januar 2009 versuchte die Staatsanwaltschaft erneut, Madoff in Haft nehmen zu lassen, doch District Judge Lawrence McKenna wies den Antrag ab, da keine Fluchtgefahr bestehe. Dies stieß auf Unverständnis der Öffentlichkeit, zumal zuvor bekannt geworden war, dass Madoff aus dem Hausarrest heraus Schmuck für mehr als eine Million Dollar an Freunde und Verwandte verschickt hatte.
Am 12. März 2009 wurde Madoff in Haft genommen, nachdem er sich des Diebstahls, der Geldwäsche und Urkundenfälschung schuldig bekannt hatte. Er wurde noch im Gerichtssaal abgeführt. Am 29. Juni 2009 wurde Madoff zu einer Haftstrafe von 150 Jahren verurteilt, der höchstmöglichen für seine Straftaten.

## Zwangsliquidation des Unternehmens, Privatbesitz
Bereits am Abend des 15. Dezember 2008 gab ein New Yorker Richter dem Antrag des Anlegerschutzfonds Securities Investor Protection Corporation (SIPC) statt, das Unternehmen Bernard Madoffs zu liquidieren, um es einem Treuhänder zu unterstellen. Stephen Harbeck, Leiter der SIPC, vermutete jedoch schon zu dieser Zeit, dass das Unternehmen nur noch geringfügige Reserven besitze. Die SIPC verfügt ihrerseits über einen Reservefonds, um Investoren von Finanzunternehmen mit bis zu 500.000 Dollar pro Kunde beizustehen. Der Reservefonds ist wiederum vom Kongress genehmigt. Ihr Präsident Stephen Harbeck machte Ende Februar 2009 ausländischen Anlegern Hoffnung, dass seine Institution bis zur besagten Obergrenze einspringen könnte.
Die Behörden riegelten Madoffs Firmensitz im 17. Stock des Lipstick Building an der Third Avenue in Manhattan ab und untersuchten die Geschäftsunterlagen. Der zuständige Treuhänder der SIPC Irving Picard konnte bis zum 21. Januar 2009 Vermögenswerte von rund 830 Millionen Dollar bei Madoffs BMIS sichern. Neben anderen Vermögensgegenständen versuchte der Treuhänder die Leasing-Verträge für sechs Luxuswagen zu kündigen.
Geld, das kurz vor Madoffs Verhaftung eingezahlt, aber noch nicht investiert worden war, wurde vom Konkursverwalter zurückgehalten und ging nicht in die Konkursmasse ein, sondern wurde an die Investoren zurückgezahlt. Am 1. Januar 2009 hatte der Anwalt Howard Kleinhendler gegen den Treuhänder Irving Picard und JP Morgan Chase für Martin Rosenman Klage eingereicht. Seine Investition im Umfang von 10 Millionen Dollar war noch am 5. Dezember 2008, sechs Tage vor Madoffs Verhaftung, auf ein Konto der Bank gegangen. Kleinhendler verklagte zudem am 7. Januar 2009 im Namen von Stanley Krieglers Firma Hadleigh Holdings LLC die Bank wegen einer Million Dollar, die am 8. Dezember 2008 gleichfalls an JP Morgan Chase gegangen waren.
Picard gelang es inzwischen, weitere 75 Millionen Dollar in Wertanlagen auf Gibraltar ausfindig zu machen, die zu dem weltweit entdeckten Betrag von 946 Millionen hinzukommen, sowie ein Haus in Cap d’Antibes, das auf eine Million taxiert wurde. Damit summierte sich der Gesamtwert bis zum 23. März 2009 auf rund eine Milliarde Dollar. Im britischen Bereich arbeiten die Anwälte mit dem dortigen Serious Fraud Office und der Serious Organised Crime Agency zusammen.
Ein Teil von Madoffs Unternehmen, dessen Wert er selbst auf 700 Millionen Dollar geschätzt hatte, wurde für 15 Millionen an das Bostoner Unternehmen Castor Pollux Securities zugunsten der geschädigten Anleger verkauft.

## Netzwerke
Madoff gehörte jahrelang zu den größten Spendern für die Demokratische Partei. Als einer der engsten Freunde gilt Alvin Malnik, der ebenfalls ein Großspender der Demokratischen Partei war.
Madoff betrieb die Anwerbung immer neuer Investoren bis zuletzt persönlich, doch hat ein Teil der von ihm Angeworbenen weitere Investoren angesprochen. Unter ihnen ist die am härtesten von Verlusten betroffene Fairfield Greenwich Group. Diese Gruppe verwaltete seit Anfang der 1980er Jahre Investorengelder im Umfang von 14,1 Milliarden Dollar. Geleitet wurde sie von Walter Noel, dessen vier Schwiegersöhne, die aus Kolumbien, der Schweiz und Italien stammen, nach einem Beitrag des International Herald Tribune die Anwerbung von Neukunden in Europa und Südamerika betrieben. Das Unternehmen gab an, 7,5 Milliarden Dollar verloren zu haben, was vor allem auf den Fairfield Sentry fund zurückzuführen sei, der ausschließlich bei Madoff investierte. Von den Investoren verlangte es ein Prozent der Einlage, dazu zwanzig Prozent von den Gewinnen. Die in Manhattan ansässige Fairfield-Greenwich-Gruppe arbeitete wiederum mit Jeffrey Tucker, einem ehemaligen Angestellten der Securities and Exchange Commission zusammen, sowie Andrés Piedrahita, dem Ehemann von Corina Noel, einer der fünf Töchter von Walter Noel und seiner schweizerisch-brasilianischen Ehefrau Monica. In Italien warb Lisina Noels Ehemann, Yanko Della Schiava, im schweizerischen Lausanne Alix Noels Ehemann Philip Toub.
Andere „Zubringer“, wie J. Ezra Merkin und sein Ascot Partners fund oder Gerald Breslauer aus Los Angeles, die für Steven Spielberg und Jeffrey Katzenberg investierten, vereinnahmten 1,5 Prozent der Anlagesummen. Auch gegen Merkin und Ascot wurde Anklage erhoben. So klagte Mortimer Zuckerman vor dem New York State Supreme Court in Manhattan gegen Merkin, er habe ihm in einem Fax im Dezember mitgeteilt, dass er für Zuckermans CRT Investments Ltd. 25 Millionen bei Madoff investiert habe. Außerdem habe Merkin über seine Gabriel Capital Corp. rund 30 % des privaten Vermögens von Zuckerman, rund 15 Millionen Dollar, bei Madoff investiert. Insgesamt soll Merkin 2,4 Milliarden Dollar ohne Wissen der Anleger auf diese Art investiert haben. Merkin, der frühere Chairman der General-Motors-Finanzsparte GMAC und drei seiner Fonds – Ascot, Gabriel und Ariel – soll laut Anklageschrift insgesamt 470 Millionen Dollar Provision erhalten haben. Merkin hatte bei Wohltätigkeitsorganisationen, Universitäten und Privatanlegern Gelder gesammelt, darunter zwei New Yorker Universitäten, die 20 Millionen Dollar verloren.
Mit Merkin hatte der Spezialist für Fusionsarbitrage Victor Teicher zusammengearbeitet, der jedoch 1994 bis 1995 wegen Insiderhandels, dessen er bereits im Jahr 1990 überführt worden war, im Gefängnis gesessen hatte. Erst ein Berufsverbot durch die Wertpapieraufsicht hatte ihre Geschäftsbeziehung im Jahr 2000 nach über 15 Jahren endgültig beendet, wobei Teicher Merkin noch vor Madoff gewarnt hatte, wie Andrew Cuomo, der Generalstaatsanwalt von New York, ermitteln konnte. Merkin selbst hatte nur geringfügig bei Madoff investiert.
In enger Verbindung mit Madoff stand Robert Jaffe, der über gute Kontakte zu Investoren in Boston und Palm Beach verfügte. Jaffe ist der Schwiegersohn von Carl J. Shapiro, dem Gründer von Kay Windsor. Er war Vizepräsident der Cohmad Securities, eines Brokerhauses, das zu zwanzig Prozent Madoff gehörte. Cohmad zahlte Provisionen an Zubringer, die Kunden für Madoff warben. Auch Jaffe erhielt von der Ersteinlage jedes Kunden ein bis zwei Prozent, doch behauptete er, von dem Ponzi-Schema Madoffs nichts gewusst zu haben.
Die brasilianische Banco Safra aus São Paulo führte über mehrere Jahre einen Fonds namens Zeus Partners Limited, der zum Madoff’schen Zubringersystem gehörte.

## Mangelhafte Aufsicht durch die SEC
Christopher Cox, der vom 3. August 2005 bis zum 20. Januar 2009 Leiter der Börsenaufsicht Securities and Exchange Commission (SEC) war, äußerte am 16. Dezember 2008, er sei sehr besorgt darüber, dass über Jahre „glaubhaften und gezielten Anschuldigungen“ und Hinweisen auf das betrügerische Verhalten des ehemaligen NASDAQ-Verwaltungsratschefs nicht nachgegangen worden sei. Die ersten Hinweise stammten aus dem Jahr 1999. Harry Markopolos, der für den Hedgefonds Rampart Investment Management (einem konkurrierenden Investmentfonds) in Boston arbeitete, hatte die Behörden gewarnt: Madoff sei in Wirklichkeit kein erfolgreicher Vermögensverwalter, sondern betreibe ein gigantisches Ponzi-Schema, er finanziere also die Gewinne der alten Investoren mit den Einzahlungen der neuen. Markopolos meldete bereits im Jahr 2000 den Aufsichtsbehörden den Fall. 2005 schickte Markopolos einen großen Bericht an die SEC unter dem Titel „Der größte Hedgefonds der Welt ist ein Betrug“.
Christopher Cox ließ eine Untersuchung des Vorgangs einleiten. Dabei stand, laut obigem Bericht der Times, auch die Beziehung in Rede, die zwischen der Nichte Madoffs, Shana Madoff, und dem leitenden SEC-Angestellten Eric Swanson bestand, die 2007 heirateten. Swanson hatte von 1996 bis 2006 bei der SEC gearbeitet.
Der zu dieser Zeit noch designierte US-Präsident Barack Obama äußerte sich zu dem Skandal mit den Worten, der Fall „hat uns erneut daran erinnert, wie dringend eine Reform nötig ist“ („has reminded us yet again of how badly reform is needed“).
Am 14. Januar 2009 meldete die Financial Times, dass die Financial Industry Regulatory Authority (Finra), die mehr als 5000 registrierte Wertpapierhändler zu überwachen hat, seit 1999 bereits 19 mal wegen Beschwerden gegen Madoff Untersuchungen durchgeführt hatte. Die SEC ging diesen Beschwerden aber nur halbherzig und höchst unkoordiniert nach: Zwar wurden mehrere Teams auf Madoff angesetzt, eine Kommunikation zwischen den verschiedenen Gruppen fand jedoch selten statt. In einigen Fällen war es sogar Madoff selbst, der die Kontrolleure über die Existenz anderer Ermittlungsteams aufklärte.
Schon früh hatte Madoff Kontakt zur SEC aufgenommen, und Arthur Levitt, der von 1993 bis 2001 ihr Leiter war, ließ sich gelegentlich von ihm beraten. Allerdings waren die beiden vielfach verschiedener Auffassung und der Kontakt soll keinen besonderen Rang gehabt haben.

## Geschädigte

### Unmittelbar Geschädigte
Mit Stand vom 25. Dezember 2008 waren unmittelbar Geschädigte unter anderem Emittenten verschiedenartiger Investmentfonds, aber auch wohlhabende Privatpersonen, wie:
- Fairfield Sentry Ltd, ein Hedgefonds der Fairfield Greenwich Group von Walter Noel.[66] Laut Bloomberg (s. u.) handelt es sich um den größten Verlust. Er sollte bei 7,3 Milliarden Dollar liegen und umfasst damit mehr als die Hälfte seiner Gesamtanlagen des Fonds von 14,1 Milliarden Dollar.
- Die Kingate Global Fund Ltd, ein Hedgefonds der Kingate Management Ltd.[66]
- Der Hedgefonds Bramdean Alternatives von Nicola Horlick in London.[67][68]
- Die Maxam Capital Management LLC, gegründet von Sandra Manzke, verlor rund 280 Millionen Dollar.[69] Frau Manzke war selbst eine derjenigen, die Investoren an Madoff vermittelten.
- Die Tremont Group Holdings Inc., ein Hedgefonds der Oppenheimer Funds Inc., hatte die Hälfte seines Anlagevermögens, rund 3,1 Milliarden Dollar bei Bernard Madoff investiert, wie Bloomberg am 16. Dezember meldete.[70]
- Die Robert I. Lappin Charitable Foundation, eine karitative jüdische Organisation in Salem, Massachusetts, die beispielsweise Reisen jüdischer Kinder nach Israel finanzierte,[71] musste infolge der Entwicklungen gleich am 12. Dezember 2008 Konkurs anmelden.[72]
- Die Picower-Stiftung in New York, die u. a. medizinische Forschungsprojekte finanzierte, und das gesamte Stiftungsvermögen von rund 1 Milliarde Dollar von Madoff Securities verwalten ließ, musste am 20. Dezember 2008 ihre Tätigkeit einstellen.[73]

Am 7. Januar 2009 veröffentlichte das Wall Street Journal eine sehr viel umfangreichere Liste der Geschädigten, die mit Stand vom 16. Januar 2009 mehr als 110 Opfer aufführte. Die Schäden summierten sich inzwischen auf weit über 30 Milliarden US-Dollar, darunter 2,1 Milliarden US-Dollar bei der österreichischen Bank Medici und 2,87 Milliarden US-Dollar beim spanischen Banco Santander.
Die am 5. Februar 2009 vorgelegte offizielle Liste der Geschädigten ist 162 Seiten lang.

#### Vereinigte Staaten von Amerika
Unter den prominenten Privatinvestoren fanden sich neben dem Ehepaar Shapiro auch Steven Spielberg sowie sein Geschäftspartner und Chef von DreamWorks Animation, Jeffrey Katzenberg. Laut Herald Sun ist auch seine gemeinnützige Stiftung, die Wunderkinder Foundation betroffen. Irwin Kellner, Wirtschaftswissenschaftler bei MarketWatch, verklagte nach diesem Beitrag des Herald Sun Bernard Madoff am 16. Dezember 2008 auf 2,2 Millionen Dollar Schadensersatz. Auch Organisationen städtischer Angestellter, wie das employees board sowie das police und das fire board, die 971 Arbeiter vertraten, hatten 41,9 Millionen Dollar investiert.
Zu den schon kurz nach Madoffs Verhaftung bekannt gewordenen Geschädigten kamen auch renommierte Wissenschaftler wie Gabriel Bitran vom Massachusetts Institute of Technology. Er hatte Anlegern suggeriert, Preisschwankungen minimieren zu können, hatte jedoch einen Teil des Geldes über einen Fonds bei Madoff investiert.
Auch die damals 91-jährige Schauspielerin Zsa Zsa Gabor und ihr Ehemann Frederic Prinz von Anhalt waren mit einem Verlust von 4,5 Millionen Dollar betroffen.
Selbst Führungsleute von Merrill Lynch, seinerzeit noch Investmentbank, wie die ehemaligen CEOs Daniel Tully und David Komansky und der ehemalige Leiter der Investment-Banking-Sparte Barry Friedberg hatten in Fonds investiert, die vom hauseigenen Brokerage Chief John Steffens aufgesetzt worden waren.
Die Elie-Wiesel-Stiftung des Nobelpreisträgers und Holocaustüberlebenden Elie Wiesel hat im Zuge des Madoff-Skandals nahezu ihr gesamtes Vermögen in Höhe von 15,2 Millionen Dollar verloren.

#### Luxemburg
Die Fonds „Lux-Alpha“ und „Lux-Invest“ der Schweizer UBS sowie „Thema“ der englischen HSBC, die bei Madoff engagiert waren, wurden nach Luxemburger Recht betrieben. Luxalpha, Luxinvest und Herald Fund Luxembourg hatten zwischenzeitlich die Anteilsrücknahme ausgesetzt. Laut Angaben der Luxemburger Bankaufsicht CSSF hatten insgesamt 16 Fonds infolge eines Engagements bei Madoff die Anteilsrücknahme ausgesetzt.
Die Lux-Alpha SICAV wurde auf Anordnung der Luxemburger Finanzaufsichtsbehörde CSSF liquidiert. Auf Anordnung der CSSF wurde die „Herald (Lux) SICAV“ liquidiert. Ein weiterer Luxemburger Fonds, der Luxembourg Investment Fund-U.S. Equity Plus, einer Tochtergesellschaft der schweizerischen UBS, wurde von der CSSF sanktioniert, da der Fonds durch Madoff-Investments hohe Verluste erlitten hatte. Die juristische Schließung des Fonds wurde vorgesehen. Nach Luxalpha und Herald wurde im Mai 2009 auch der Luxembourg Investment Fund der UBS liquidiert.
Die luxemburgische Staatsanwaltschaft hat wegen der beiden Fonds LuxAlpha und LuxInvest Ermittlungen gegen die Niederlassung der UBS in Luxemburg aufgenommen. Es sollen unter anderem Urkundenfälschungen begangen worden sein. Die UBS Luxemburg habe schon 2005 von der doppelten Rolle Madoffs als Fondsverwalter und Fondsunterdepositär gewusst, was im Großherzogtum Luxemburg wegen des Interessenkonflikts verboten gewesen wäre.
Im Juli 2014 wurde Strafantrag gegen das Direktorium der luxemburgischen Finanzaufsicht CSSF gestellt.

#### Schweiz
Die Schweizer Banque Benedict Hentsch Fairfield Partners SA mit Sitz in Genf gab bekannt, dass sie 56 Millionen Schweizer Franken (47,5 Millionen US-Dollar) ihrer Kunden bei Madoff investiert habe. Nach diesem Bericht sind auch Carl und Ruth Shapiro, wichtige Spender für das Bostoner Museum of Fine Arts, aber auch die Brandeis University und das Beth Israel Deaconess Medical Centre betroffen. Allein die Shapiros haben danach die Hälfte ihres Vermögens, rund 220 Millionen Dollar, eingebüßt. Ebenfalls geschädigt wurden Avram und Carol Goldberg, die früheren Besitzer von Stop and Shop, einer Supermarktkette, sowie Stephen Fine, Präsident der Biltrite Corp.
Wie Reuters berichtete, hatten allein Schweizer Banken 4,22 Milliarden Dollar verloren.
Die auf Hedgefonds spezialisierte Union Bancaire Privée, die im Juni 2008 noch 127 Milliarden Schweizer Franken verwaltet hatte, gab ein Gesamtengagement von 700 Millionen US-Dollar bzw. 800 Millionen Schweizer Franken bei Madoff an. Dies entsprach weniger als 1 Prozent der gesamten verwalteten Vermögen. Betroffen war vor allem der Fonds Dinvest Total Return, dessen Rendite sich dadurch um 3 Prozent verschlechterte. Die Bank selbst hatte keine eigenen Gelder bei Madoff investiert. Sie dementierte im Januar 2009, Warnungen ignoriert zu haben. Im Mai 2009 reichten US-Anleger Klage ein. Sie fordern die Rückerstattung der eingezogenen Kommissionen sowie der Zinsen.
Die Bank Benedict Hentsch war erst im August 2008 mit Fairfield Greenwich Group fusioniert worden, die 7,5 Milliarden Dollar bei Madoff angelegt hatte. Auch die EIM Group, die 2 % ihres Kapitals, oder 220 Millionen Dollar, bei Madoff investiert hatte, zählte zu den Geschädigten. Ebenso betroffen waren Notz, Stucki & Cie, sowie Benbassat & Cie. Nicht betroffen ist nach eigenen Aussagen Credit Suisse.
Bei den Schäden war zunächst nicht auszumachen, in welchem Ausmaß die Banken selbst oder ihre Kunden betroffen waren. Klar war, dass mehrere hundert Kunden der Hyposwiss Private Bank Genf betroffen waren. Hierbei handelte es sich jedoch um Kunden, die bewusst, und von sich aus, bei Madoff investiert hatten. Der Betrug kostete diese Kunden 175 Millionen Franken. Hyposwiss Private Bank Genf, die bis Februar 2008 Anglo Irish Bank (Suisse) SA hieß, war als Tochtergesellschaft der irischen Anglo Irish Bank seit Jahren im Hedgefonds-Geschäft aktiv. Das Zürcher Stammhaus der Hyposwiss war hingegen nur marginal indirekt über Drittprodukte betroffen. Hyposwiss, die bis 2013 der St.Galler Kantonalbank gehörte, betreut vermögende Anleger mit Portefeuilles von drei bis zehn Millionen Franken.
Syz & Co sowie Pictet & Cie waren nach eigener Aussage nicht betroffen, ebenso Lombard Odier Darier Hentsch, Mirabaud und die GAM (Julius Bär). Die Bank Julius Bär teilte der Nachrichtenagentur Reuters mit, es gebe keine Schäden.
Die UBS teilte mit, die Schäden seien bedeutungslos. Der französische Vermögensverwalter Oddo jedoch, der die Aktien seiner Kunden, die im luxemburgischen Fonds Lux Alpha lagen, dessen Depositärin wiederum die UBS war, und der am 4. November 2008 verkauft hatte, verklagte die UBS. Er habe das Geld nie erhalten, sagte eine Firmensprecherin der französischen Nachrichtenagentur AFP. Darum habe Oddo gegen die UBS in Luxemburg ein Verfahren eingeleitet. Am 15. Januar wurde die UBS Luxemburg zu einem Schadenersatz in Höhe von 30 Millionen Euro verurteilt.
Im Grundsätzlichen dreht sich dabei der Rechtsstreit um die Verantwortlichkeiten der Depotbanken von Fonds. „Laut Bloomberg könnten die Grossbanken UBS und HSBC auf bis zu 3,2 Milliarden Dollar verklagt werden“, meldete am 15. Januar 2009 die Neue Zürcher Zeitung.
Die UBS musste Dokumente offenlegen, die eine Verletzung ihrer Sorgfaltspflicht beweisen könnten, urteilte ein Luxemburger Bezirksgericht, vor dem zwei Einzelkläger und die Aktionärsvereinigung Deminor geklagt hatten. Dabei ging es um mögliche Verträge zwischen der UBS und der Investmentfirma Madoffs sowie einen unter Verschluss gehaltenen Bericht des Wirtschaftsprüfers. Die Luxemburger Bankenaufsicht CSSF forderte die Schweizer auf, Rechenschaft über das Geschäftsgebaren abzulegen. Ähnlich erging es einen Monat später den Herald-Lux-Fonds.

#### Österreich
In Österreich wurden vor allem Privatanleger geschädigt, nach anfänglicher Schätzung der Nationalbank um rund 350 Millionen Euro. Sie hatten in Primeo-Fonds von Pioneer Alternative Investment Management, die zur UniCredit, ursprünglich Bank Austria Gruppe, in Mailand gehören, und in Herald Fonds, Herald USA und Herald Luxemburg, investiert. Investmentberater der Primeo-Fonds war die Bank Austria Worldwide Fund Management, die zu 100 % im Eigentum der Bank-Austria Gruppe stand. Als Geschäftsführerin und Frontfrau agierte Ursula Fano-Leszczynski.
Der Primeo Fonds wies noch für das Jahr 2008 eine Rendite von 6,5 % aus. Die Herald-Fonds wurden von der österreichischen Privatbank Medici investiert, die in Wien ansässig war. Ende März 2009 wurden die aus Österreich nach New York transferierten Beträge bereits auf 3,2 Milliarden Euro geschätzt.

##### Bank Medici
Die Bank Medici gehörte zu einem Viertel der Uni Credit, der Rest gehörte Sonja Kohn, die die Regierung in Wirtschaftsangelegenheiten beraten hatte, und die Vorsitzende der Bank war.
Am 31. Dezember 2008 wurde die Privatbank Medici zwangsweise unter staatliche Aufsicht gestellt und ein Regierungskommissär bestellt. Die von der Bank verwalteten Fonds und die bei Madoff LLC angelegten Gelder sollen ein Volumen von 3,6 Milliarden Dollar umfassen. Die Bank selbst, die 15 Mitarbeiter hatte, bezifferte die Summe auf 2,1 Milliarden. Noch im November 2008 hatte die Wiener Bankerin bei „Germany's Hedgefund-Award“ den ersten Platz belegt. Laut einem Beitrag der Frankfurter Allgemeinen Sonntagszeitung vom 11. Januar 2009 kannte Kohn seit den 1980er Jahren Bernard Madoff persönlich. Sie hatte ihn in Monsey kennen gelernt, einem hauptsächlich von jüdisch-orthodoxen Gemeindeangehörigen bewohnten Ort nahe New York. 1990 gründete sie die Firma Eurovaleur und, nachdem sie nach Wien zurückgekehrt war, Medici Finanzservice GmbH – wobei sie den ungeschützten Namen „Medici“ übernahm, ohne irgendwelche Kontakte zum Florentiner Bankhaus aufzuweisen. Von 1996 bis 2000 beriet sie den österreichischen Finanzminister Johann Farnleitner und erhielt 1999 das Große Ehrenzeichen für Verdienste um die Republik Österreich. Nach Ansicht der Frankfurter Allgemeinen Sonntagszeitung könnte Kohn ganz überwiegend Madoffs Beteiligungen vertrieben haben. Kohn behauptet, nichts von Madoffs betrügerischen Absichten gewusst zu haben.
Gegen die Bank Medici führte die Oesterreichische Nationalbank eine Prüfung durch. Kohn soll mit Madoffs Betrugssystem 50 Millionen Euro pro Jahr verdient haben. Sie soll dazu Fonds-Gelder in Irland und Luxemburg eingeworben und über die Cayman Islands zu Madoff transferiert haben. Davon sollen jährlich nur 8 Millionen Euro nach Wien geflossen sein, der Rest in die Schweiz, möglicherweise an die Privatbank Genevalor, Benbassat & Cie.
Bereits am 18. Dezember 2008 gab der ehemalige Börsenchef Stefan Zapotocky seinen Sitz im Kontrollgremium der Banken-Österreichische Industrie-Holding AG Fimbag auf. Er hatte im Board des von Madoff gemanagten Fonds Alpha-Prime gesessen, der von Sonia Kohn mitentwickelt worden war. Kohn hatte von Madoffs Cohmad Securities Group – laut der Anzeige, die William Galvin, der zuständige Staatssekretär des US-Bundesstaates Massachusetts veröffentlichte – 526.000 Dollar erhalten. Cohmad (zusammengesetzt aus Maurice Cohn und Madoff) wiederum hatte über 67 Millionen Dollar von Madoff für Brokerdienste erhalten. Am 22. Januar trat die Bank Gerüchten entgegen, die Schließung stehe kurz bevor.
Kohn, die noch am 12. Februar 2009 Leiterin der Medici Bank bleiben wollte, konnte den Verkauf der Bank nicht verhindern, der zwei Tage später bekannt gegeben wurde. Der Anwalt Gabriel Lansky zeigte Kohn und weitere Vorstände der Bank wegen Verdachts auf Betrug und Untreue an, die Staatsanwaltschaft nahm ihre Ermittlungen am 25. Februar 2009 auf.
Im März 2009 erschien auf der Website des Unternehmens nur noch eine Erklärung, dass die Bank Opfer Madoffs geworden sei und dass man sich um die Geschädigten bemühen wolle.
Am 19. März 2009 beschloss der Aufsichtsrat, das Bankhaus zu schließen, obwohl noch eine Woche zuvor die Rückgabe der Banklizenz „kein Thema“ gewesen war. Die Rückgabe der Bankkonzession bedeute jedoch „nicht zwangsläufig die Liquidation der Gesellschaft“, die noch 20 Angestellte hatte.
Am 10. Dezember 2010 wurden die Bank Medici, Sonja Kohn und andere, für die Bank weniger bedeutende Personen in New York auf Schadenersatz in der Höhe von 19,6 Milliarden Dollar (rund 15 Mrd. Euro) verklagt.

##### Primeo Fonds der Unicredit Bank Austria
Im Rahmen der Liquidation des Primeo-Select-Fonds, der auf 650 Millionen Euro geschätzt wurde, sollte am 24. März 2009 in London das erste Investorentreffen stattfinden. Anleger, die bei der Bank Austria Fondsanteile gekauft hatten, werden jedoch zu dieser Zeit in der Liquidation nicht berücksichtigt, da ihnen kein Status als Anteilseigner des Fonds zuerkannt wurde. Der Liquidator sei Kroll Limited auf den Cayman Islands. Im Fondsregister stehen möglicherweise nur die wenigen Anleger, die ihre Anteile über die Depotbank HSBC erworben haben. Primeo-Liquidator Richard Fogerty vermutete jedoch, dass für die Unvertretenen die UniCredit Bank Austria als Investor auftrat, die den Fonds neben der Erste Bank, der Raiffeisen-Gruppe und der Bank Medici in Österreich offeriert hatte.
Die Nürnberger Versicherung AG Österreich schloss sich Ende März 2009 einer Klage gegen die Bank Medici und die Bank Austria, besonders gegen Primeo Fund, Pioneer Alternative Investment und die HSBC Holding in den USA an, und will dort als Hauptkläger auftreten. Wie in vielen anderen Fällen geht es auch hier um die Verletzung von Aufsichts- und Treuepflichten. Dabei geht es um 763.000 Euro Schaden. Auch andere Geschädigte organisieren sich und wollen klagen, unter ihnen der ehemalige Bank-Austria-General René Alfons Haiden, sowie der einstige Nationalbankpräsident Adolf Wala oder auch GiroCredit-Chef Hans Haumer. Eine außergerichtliche Regelung mit 740 betroffenen Kunden war bereits gescheitert.
Ein Wiener Arzt verklagte im Mai 2009 die Kärntner Sparkasse, weil sie durch mangelhafte Beratung einen Schaden von 500.000 Euro verursacht haben soll, der aus der vollständigen Wertlosigkeit seiner Primeo-Fonds-Anteile resultierte.
Insgesamt sieht sich die Bank Austria zahlreichen Klagen gegenüber, und auch personelle Konsequenzen wurden bereits gezogen. Der Privat- und Geschäftskundenvorstand wechselt zu AWD; der Bereich Markets und Investments musste geräumt werden.

##### Alpha-Prime Fund der Erste Bank Gruppe
Im August 2009 wollten Anleger in der Causa „Madoff“ eine Klage gegen die Erste Bank einbringen. Dem Institut wurde vorgeworfen, gegen das Investmentfondsgesetz verstoßen zu haben. Die Erste Bank wies dies vorerst zurück.

#### Niederlande
Fortis Nederland, ein vom niederländischen Staat übernommener Ableger der niederländisch-belgischen Fortis AG, hatte indirekte Verluste bei Kunden und Fonds zu verzeichnen, die sich Geld geliehen hatten, um Fondsanteile zu erwerben, die sich wiederum bei Madoffs Investment Securities LLS engagiert haben. Die Verluste beliefen sich auf 922 Millionen Euro. Hinzu kommen Verluste von Pensionsfonds im Umfang von 166, von Privatinvestoren von 200 und von Versicherern im Umfang von rund einer Million Euro.

#### Deutschland
Laut Reuters waren keine deutschen Banken betroffen, jedoch nach Informationen der Financial Times Deutschland rund 20 frei vertriebene Dachfonds und Zertifikate und damit private Kunden.
Danach erfolgten deren Investitionen „offenbar über den Umweg zweier von Österreich aus vertriebener Fonds mit den Namen ‚Thema US Equity‘ und ‚Herald US Absolute Return‘“. Vertreiber war die Wiener Privatbank Medici. Weiter hieß es: „Die … Gesellschaften – Frankfurt-Trust, AmpegaGerling, Carat, Alceda und Universal-Investment – mussten den Wert der beiden Fonds in ihren Portfolios auf einen Wert von 10 Cent abschreiben. Entsprechend sank auch der Kurs der Dachfonds ab.“ Dies war ein Hinweis auf weitere Schäden, die Kunden durch veränderte außerbörsliche und börsliche Bewertungen entstanden sind. Im Artikel hieß es zudem „Die Depotbank, eine irische Tochtergesellschaft der Großbank HSBC, ist für die Verwahrung der Vermögensgegenstände im Fonds verantwortlich. Sie haftet auch gegenüber Anlegern, wenn sie den Verwahr- und Prüfpflichten nicht nachgekommen ist. Wirtschaftsprüfer ist PricewaterhouseCoopers.“
Namhafte Vertriebsquelle in Deutschland war die UBS, die für besonders vermögende Kunden über Dachfonds der UBS Sauerborn Trust in Thema und Herald investierte.
Am 20. Februar 2009 teilte das Finanzministerium mit, dass „153 Millionen Euro über deutsche Investmentfonds in möglicherweise direkt betroffene Madoff-Fonds investiert“ worden seien. Dabei handle es sich um „69 Investmentvermögen“, darunter 35 Spezialfonds, wobei die Zahl der Betroffenen nicht zu ermitteln sei.
Ende April 2009 zeigte sich, dass sich der in Deutschland entstandene Gesamtschaden auf über eine Milliarde Euro summierte. Unter den Geschädigten befand sich auch die deutsch-schweizerische Industriedynastie Thyssen-Bornemisza, Nachfahren August Thyssens. Über das Unternehmen TBG in Monaco hatte die Familie bei Madoff investiert.

#### Italien
In Italien war der Fonds Pioneer Alternative Investments der Bank UniCredit betroffen, der in Dublin ansässig ist. Es handelte sich nach Angaben der Bank um 75 Millionen Euro, wobei Privatkunden praktisch nicht betroffen seien. Die indirekte Verwicklung in die Bernard L.Madoff Investment Securities lag demnach bei rund 805 Mio. EUR. Deren Geld floss dabei vor allem in den Herald USA Fund der Wiener Bank Medici.
Mediobanca verneinte jede Investition bei Madoff, räumte aber am 16. Dezember 2008 ein, mit 671.000 Dollar über die Compagnie Monegasque de Banque investiert gewesen zu sein.

#### Frankreich
In Frankreich meldete die BNP Paribas Verluste von 350 Millionen Euro. Sie sollte nicht direkt, sondern über den Handel und durch Kredite in Mitleidenschaft gezogen worden sein. Der Finanzdienstleister Natixis wies bis dahin Verluste von rund 450 Millionen Euro auf. Die Société Générale war nach eigenen Angaben mit weniger als 10 Millionen Euro investiert. Sie hatte Madoff nach einem Besuch in New York auf ihre interne schwarze Liste gesetzt und ihre Kunden vor einem Investment gewarnt.
Laut Medienberichten vom 24. Dezember 2008 beging René-Thierry Magon de la Villehuchet, Gründer und Fondsmanager des Investmentfonds Access International Advisors, infolge der Verluste von 1,4 Milliarden Dollar in seinem Pariser Büro Suizid. Der Fondsmanager entstammte einer aristokratischen französischen Familie. Bereits 2002 soll Prinz Michael von Jugoslawien dem damaligen englischen Thronfolger Prinz Charles ein Investment bei der Access International Advisors empfohlen haben, doch entschied sich Prinz Charles dagegen. Prinz Michael, ein entfernter Verwandter des jugoslawischen Kronprinzen Alexander, arbeitete als Partner bei Thierry Magon de La Villehuchet, der beim Zusammenbruch der Fonds von Bernard Madoff rund 3/4 der von ihm verwalteten Mittel dort investiert hatte.

#### Spanien und Portugal
Deutlich stärker betroffen war die spanische Banco Santander, die eine sogenannte „Exposure“ von bis zu 3 Milliarden Dollar aufwies. Die Investitionen erfolgten durch das Tochterunternehmen Optimal, das insgesamt rund 10,5 Milliarden Euro verwaltete. Auf eigene Rechnung hatte Santander nur 17 Millionen investiert. Die spanische Antikorruptionsbehörde untersuchte die Beziehungen, die Santander mit dem Investmentfonds Fairfield Greenwich Group und den Fonds des US-Vermögensverwalters von Madoff unterhielt. Santander bot seinen geschädigten Kunden 1,38 Milliarden Euro in Papieren an, wohl Vorzugsaktien des eigenen Unternehmens. Diese Option gab es jedoch nur Privatkunden, von denen eine Erklärung verlangt wurde, Santander nicht verklagen zu wollen. Cremades & Calvo-Sotelo, die 1.800 Geschädigte vertraten, verlangten auch Kompensationen gegenüber institutionellen Anlegern. Ende Mai erklärte sich Santander bereit, 235 Millionen Dollar für die Entschädigung der Opfer einzuzahlen.
Die nach Santander zweitgrößte Bank Spaniens, die Banco Bilbao Vizcaya Argentaria SA, verneinte, in Madoff investiert gewesen zu sein.
Nach Angaben der Bank von Portugal belief sich der dortige Schaden auf mindestens 67 Millionen Euro, wobei 18 Millionen von Banken getragen werden müssen. Die portugiesische Regulierungsbehörde ging allerdings von mindestens 76 Millionen aus.

#### Großbritannien
In Großbritannien war Bramdean Alternatives, das über 9 % seines Kapitals bei Madoff eingesetzt hatte, von hohen Verlusten bedroht. Auch die Royal Bank of Scotland fürchtete Verluste von 400 Millionen Euro, wie AP meldete. Die HSBC (Hongkong and Shanghai Banking Corporation) war, wie am 15. Dezember 2008 die Financial Times meldete, besonders betroffen, denn sie war mit rund einer Milliarde Dollar investiert. Nach Angaben der Bank war nur eine „kleine Anzahl“ institutioneller Anleger sowie Depotkunden betroffen.
Geschädigte fanden sich auch unter den Hedgefonds in den so genannten Steueroasen, wie den britischen Jungferninseln in der Karibik. Dort waren Auriga International Advisers mit Verlusten von 350 Millionen Dollar (hier die offizielle Währung) betroffen. Dieser Hedgefonds war überwiegend in Fairfield Sentry investiert, wie der Mehrheitseigner Jacques Rauber erklärte, der wiederum ausschließlich bei Madoff investiert war. Nach Aussage des Zürichers war der Fonds Auriga Alternative Strategies viel weniger betroffen.

#### Australien
Keine der fünf großen australischen Banken war direkt in den Madoff-Fall verwickelt, doch untersuchten die Commonwealth Bank und die National Australia Bank, ob sie indirekt verwickelt seien. Diese Untersuchungen wurden durch Klagen von Investmentfonds gegen UBS und HSBC ausgelöst. Mitte Januar 2009 galt unter den Banken Australiens nur noch Westpac als nicht betroffen.

#### Andere Länder
Die japanische Nomura meldete Verluste von rund 225 Millionen Euro, und auch Aozora war mit mindestens 137 Millionen Dollar bei Madoff investiert.
Nach einer Auflistung diverser Medien ergeben sich bereits mit Stand vom 25. Dezember 2008 folgende Verluste:
| Name                     | Land           | Verlust in Millionen US$ |
| ------------------------ | -------------- | ------------------------ |
| Fairfield Greenwich      | USA            | 7.300                    |
| Banco Santander          | Spanien        | 3.600                    |
| Kingate Management       | USA            | 2.800                    |
| Bank Medici              | Österreich     | 2.000                    |
| HSBC                     | Großbritannien | 1.200                    |
| Picower Foundation       | USA            | 1.000                    |
| Benbassat & Cie          | Schweiz        | 935                      |
| Union Bancaire Privée    | Schweiz        | 850                      |
| Natixis                  | Frankreich     | 450                      |
| Fix Asset Management     | Cayman Islands | 400                      |
| Reichmuth Matterhorn     | Schweiz        | 330                      |
| Maxam Capital            | USA            | 280                      |
| EIM Group                | Schweiz        | 230                      |
| Shapiro Foundation       | USA            | 145                      |
| Banque Bénédict Hentsch  | Schweiz        | 48                       |
| Madoff Family Foundation | USA            | 18                       |
| Elie-Wiesel-Stiftung     | USA            | 15,2                     |

Am 16. Dezember 2008 gab Fortis bekannt, durch indirekte Investitionen bis zu einer Milliarde Euro verloren zu haben.
Nach Medienberichten war auch eine Pensionskasse von Shell betroffen, die nach eigenen Angaben Verluste von rund 29 Millionen Euro hinnehmen musste.

### Indirekte Schäden

#### Schäden für wohltätige und gemeinnützige Organisationen
Die Stiftung Justice, Equality, Human dignity, and Tolerance (JEHT) musste aufgrund des Skandals auf Zuwendungen von Madoff verzichten. Sie sah sich gezwungen, aufzugeben, wie ihr Leiter Robert Crane beim Sender Democracy Now erklärte.
Das Museum of Jewish Heritage musste 12 % seiner Angestellten kündigen, weil die Sponsorenzuwendungen eingebrochen sind. Vor dem Hintergrund, dass laut Bloomberg 25 % des Spendenaufkommens für höhere Bildungsinstitute von Juden kommen, dürfte diese Katastrophe eine ganze Reihe weiterer Organisationen treffen. So litten etwa die Brandeis University und Bostons Museum of Fine Arts, Stiftungen, die bei Madoff investiert hatten, wie die Frank Lautenberg Foundation erlitten zudem Verluste und sind daher doppelt betroffen. Die von dem Demokraten Lautenberg aus New Jersey gegründete Stiftung investierte 12,8 ihrer 13,8 Millionen Dollar betragenden Einlagen bei Madoff. Diese Stiftung allein gab 352.500 Dollar an den United Jewish Appeal of MetroWest NJ in Whippany, New Jersey (beides 2006). Die Jewish Federation of Greater Los Angeles hat nach dem gleichen Bericht 6,4 Millionen Dollar eingebüßt, was 11 % ihres Vermögens entspricht. Sie unterstützt die verarmten Mitglieder der Gemeinde. Die Yeshiva University verlor wohl 110 Millionen. Ramaz, eine Schule an der New Yorker Upper Eastside hat rund 6 Millionen eingebüßt, die Maimonides School, eine orthodoxe Tagesschule in Brookline, Massachusetts, 5 Millionen. Die UJA-Federation, die rund 100 Gesundheits-, Bildungs- und Gemeindeeinrichtungen unterstützt, konnte beim Wall Street Dinner des Jahres 2008 nur noch 18,8 statt 21,6 Millionen Dollar an Spenden einsammeln, wie noch 2007.
Eine weitere, erst 2007 gegründete Stiftung, musste um die Jahreswende von 2008 auf 2009 geschlossen werden, die Fair Food Foundation of Ann Arbor. Ihre Aktivitäten basierten auf den Einlagen einer unbekannten, vermögenden Person bei Madoff. Sie hatte u. a. die Lebensmittelversorgung verarmter Bezirke in Detroit zum Ziel.
Hinzu kamen renommierte Forschungsinstitute, wie die Feinberg School of Medicine oder das Massachusetts Institute of Technology (MIT). Einige ihrer wichtigsten Sponsoren, wie das Ehepaar Barbara und Jeffrey Picower, die Madoff ihr Geld anvertraut hatten, fielen nun als Geldgeber aus. Ihre Stiftung, die Picower Foundation, unterstützte beispielsweise eine Einrichtung namens Nurse-Family Partnership in Denver, deren Krankenschwestern Arme aufsuchen, die keine Krankenversicherung haben. Ihnen fehlte nun eine Million Dollar.

#### Steuerausfälle und -rückzahlungen
Die Seattle Times stellte Spekulationen darüber an, wie sich die Vermögensverluste auf die Steuereinnahmen der USA auswirken könnten. Sie kam dabei zu Steuerausfällen von bis zu 17 Milliarden Dollar.
Die Verluste der Anleger werden voraussichtlich wie die Verluste durch einen Diebstahl behandelt werden. Dies bedeutet, dass sie steuerlich abgesetzt werden können, und es dadurch zu erheblichen Rückzahlungen kommen kann.

#### Schäden bei Rückversicherern
Gegen die Schadensbelastung aus Klagen gegen Vermittler und Fondsmanager, die Kundengelder bei Madoff investiert hatten, und die ihre Sorgfalts- und Aufklärungspflichten verletzt haben, haben die Fondbetreiber spezielle Haftpflichtversicherungen abgeschlossen.
Nach Schätzung des Rückversicherungsmaklers Aon Benfield müssen die Versicherer mit einer Schadenbelastung von 1,8 Milliarden Dollar rechnen. Insgesamt ist mit Versicherungsdeckungen von über sechs Milliarden Dollar zu rechnen. Die versicherten Schäden belaufen sich demnach auf 760 Millionen bis 3,8 Milliarden Dollar.

## Juristische Reaktionen der Geschädigten

### Klagen gegen Zwischeninstanzen
Da die wenigsten Geschädigten direkt bei Madoff engagiert waren, richteten sich die betreffenden Vermögensverwalter auf Klagen der Kunden ein, denn es musste in jedem Einzelfall festgestellt werden, ob die Verwalter ihren Obliegenheiten nachgekommen waren. So hatte etwa die Schutzgemeinschaft der Kapitalanleger e. V. einen Informationsdienst „für Madoff-Geschädigte“ eingerichtet. Ausgangspunkt waren danach die Fonds Thema US Equity und Herald US Absolute Return, in die über Dachfonds und Zertifikate investiert worden war. Sie hatten nach Schätzung der SdK zuletzt ein Volumen von 1,5 Milliarden Euro. Die Investmentgesellschaften Alceda, Ampega-Gerling, Carat, Frankfurt-Trust und Universal-Investment haben den Wert der beiden Fonds in ihren Portfolios vorsorglich auf 0,10 Euro gestellt. Der Schaden wurde am 19. Dezember 2016 auf einen hohen zweistelligen Millionenbetrag geschätzt. Am 10. Dezember wurden dutzende Klagen im Ausmaß von insgesamt rund 50 Milliarden Dollar eingebracht.

#### Klagen gegen Banken in Luxemburg
Die französische Regierung kritisierte in diesem Zusammenhang, die luxemburgische Finanzaufsicht sowie die Umsetzung der entsprechenden EU-Richtlinie in luxemburgisches Recht seien nicht ausreichend. Luxemburg wehrte sich jedoch mit dem Argument, Luxemburg habe den Wortlaut der entsprechenden EU-Richtlinie praktisch unverändert übernommen. Die „Madoff Task Force“ des Verbands der Investmentbanken ALFI lieferte September 2009 ihren Schlussbericht ab.
UBS Luxembourg kannte seit 2005 die Rollen, die Madoff in dem Luxemburger SICAV LuxInvest auf sich vereinte. Das geht zumindest aus einem internen Verfahrenspapier (OPMEM) dieser Bank hervor, welches der Luxemburger Justiz übergeben wurde. Auf Seite 18 des OPMEM soll stehen: Madoff „is at the same time acting as investment trader, broker and sub-custodian“. Dies entspricht weder dem offiziellen Prospekt des Fonds noch den gesetzlichen Regelungen auf diesem Gebiet. Es ist derzeit stark umstritten, inwieweit die Bank, die Anleger und/oder die Bankaufsicht von dieser Situation Kenntnis hatten.
In ihrem Kommuniqué vom 18. November 2009 stellt die CSSF klar, dass sie im Betrugsfall Madoff die notwendigen Schritte zur Untersuchung eingeleitet habe sowie die betroffenen Luxemburger Depotbanken ultimativ aufgefordert seien, ihre internen Verfahren an die bestehenden Vorschriften anzupassen. Nur der offizielle Prospekt sei rechtsgültig und gelange zur Kenntnis der CSSF; Abweichungen davon, etwa in internen Verfahrenspapieren, seien der CSSF niemals zur Kenntnis gelangt. Für die Frage der Haftung der Depotbanken indes seien die ordentlichen Gerichte zuständig, wo die entsprechenden Klagen der Anleger anhängig sind.
Das Luxemburger Berufungsgericht (Cour d’appel) hat sodann UBS Luxembourg dazu verpflichtet, betreffend LuxInvest einer spanischen Gesellschaft die Fondsmanagementverträge herauszugeben. Das Begehren, die Herausgabe der Verträge zwischen der UBS und Madoff zu erzwingen, wurde vom Gericht abgelehnt, weil es unwahrscheinlich sei, dass dergleichen existiere; auf die Herausgabe anderer Papiere wurde mit dem Verweis auf das Berufsgeheimnis der Bank verweigert. Die LuxInvest-Anleger (460 Millionen Dollar) wurden von den beiden Liquidatoren über ihre Arbeit seit Ende April 2009 unterrichtet. Sie machten bei dieser öffentlichen Versammlung zur Rolle von Madoff und dessen Gesellschaft BMIS sehr deutliche Aussagen, die von UBS indes bestritten werden.
Die Luxemburger Richterin Brigitte Konz hat am 16. Dezember 2009 die Klage eines Luxinvest-Anlegers auf Schadenersatz als unbegründet zurückgewiesen, obwohl das Zirkular der CSSF 2002/77 grundsätzlich eine Depotbank bei Fehlern zu Schadenersatz verpflichtet. Jedoch wurde dem Verlangen eines Luxemburger Untersuchungsrichters (le parquet) stattgegeben, ihm das interne Verfahrensdokument der UBS Luxembourg auszuhändigen. Mit der Einleitung einer strafrechtlichen Untersuchung ist daher zu rechnen.
Die Liquidatoren des Fonds Luxalpha haben am 17. Dezember 2009 beim Tribunal d’arrondissement eine Schadenersatzforderung in Höhe von 1,5 Milliarden Euro eingereicht. UBS Luxembourg als Depotbank, wird vorgeworfen, Madoff mit den inkompatiblen Funktionen sowohl eines Depotverwalters als auch eines Managers betraut zu haben. Neben der CSSF, die insbesondere deswegen beigezogen werden soll, um das Verfahren zu beschleunigen, steht auch der Wirtschaftsprüfer Ernst & Young im Visier, der hier als gleichsam verlängerter Arm des CSSF tätig war. Ende Januar wurde eine zweite Schadenersatzforderung gegenüber LuxInvest erwartet, wo es um Aktiva in Höhe von 400 Millionen Euro geht. Das Handelsgericht hat Einzelklagen von Investoren gegen UBS abgewiesen; dies obliege allein dem Insolvenzverwalter der Fonds.

#### Klagen gegen die Luxemburger Finanzmarktaufsicht CSSF
Im Dezember 2009 wurden mehrere Schadenersatz-Sammelklagen gegen die UBS, den Fonds-Manager Access International und die luxemburgische Finanzmarktaufsicht CSSF eingereicht.
Die Vorwürfe bestehen unter anderem darin, dass die Regularien am Fondsmarkt des Großherzogtums Luxemburg zur Ausübung einer umfassenden Kontrollfunktion nicht ausreichen und dass die betroffenen Fonds mangels nicht vollständiger Unterlagen im Großherzogtum Luxemburg und damit im Europäischen Binnenmarkt überhaupt nicht hätten genehmigt werden dürfen und dass es die Kontrollmechanismen im Großherzogtum Luxemburg nur in Gesetzestexten aber nicht in der Praxis gegeben hätte.
Im Juli 2014 wurde Strafantrag gegen das Direktorium der luxemburgischen Finanzaufsicht CSSF gestellt.

#### Die rechtliche Situation bei Fondsgesellschaften
Einige Dachfonds mit einem Absolute-Return-Ansatz sahen die zu dieser Zeit noch nicht als Madoff-Fonds erkannten Anlageformen als geeignetes Instrument für ihr Portfolio an. Das galt etwa für den Dachfondsmanager Bernd Greisinger, in dessen fünf Fonds die Madoff-Anteile durchschnittlich 40 Prozent betrugen. Er hatte zudem im zweiten Halbjahr 2008 Herald-Fonds erworben. Dachfonds wie der BG Global Dynamic oder der Carat Global One mit ihrem hohen Anteil an Herald- und Thema-Fonds haben ihre Preisfeststellung ausgesetzt, da die Depotbank HSBC den Handel einstellte. Andere Dachfonds schrieben die Verluste ab und mussten am 16. Dezember einen deutlichen Kursrückgang hinnehmen. Betroffen war u. a. der UBS Sauerborn-Vermögensstrategie I mit einem Volumen von über 500 Millionen Euro.
Anfang Dezember lagen noch Kauforders im Umfang von vielleicht 100 Millionen Euro vor, wie etwa beim Finanzdienstleister Carat, wo 1,2 Millionen Euro auf den Anlagetermin Mitte Dezember warteten. Diese Verzögerung wiederum lag daran, dass die Fonds, wie bei derlei Anlagen üblich, nur zweimal im Monat gehandelt wurden. Das Geld lag also zu dieser Zeit noch bei der Depotbank in Luxemburg, einer Tochter der HSBC. Die HSBC stornierte, als Madoff verhaftet wurde, sofort alle Aufträge, doch ist der Verbleib des deponierten Geldes unklar. Christine Lagarde, die französische Finanzministerin, forderte die EU-Finanzminister auf, die Regeln in dieser Hinsicht zu ändern. Dies betrifft die als undertakings in collective investment in transferrable securities oder UCITS bekannten Regularien, die von Land zu Land differieren. Dagegen wehrte sich Luxemburgs Premierminister Jean-Claude Juncker, denn die bereits eingezahlten, aber noch nicht investierten Gelder wurden überall deponiert und bei Bedarf wieder ausgezahlt. Das galt jedoch nicht für von Depositenbanken beauftragte Unternehmen und Banken. Die Kette der jeweiligen Zwischeneigentümer müsse genauer überwacht werden.
Letztlich müssen Gerichte entscheiden, wer für welchen Schaden aufkommen muss. So ist etwa unklar, ob Hedgefonds, die noch vor dem Zusammenbruch des madoffschen Systems ihr Geld und die Gewinne abgezogen haben, zur Herausgabe ihrer Gewinne veranlasst werden. Dies würde wiederum Klagen der Anleger bei den betroffenen Fonds nach sich ziehen.
Repex Ventures SA, ein auf den britischen Virgin Islands ansässiges Unternehmen, hat am 12. Januar in den USA die Medici Bank verklagt. Es hatte 700.000 Dollar in den Herald (LUX) US Absolute Return Fund der Bank Medici investiert. Die Klage richtet sich auch gegen Sonja Kohn, und den ehemaligen Vorstandschef Peter Scheithauer. Laut Bloomberg wird eine Sammelklage oder Gruppenstatus für die Klage angestrebt. Der Vorwurf lautet auf Anlegerbetrug, da die Verbindung zu Madoff nirgendwo genannt wurde.
In Österreich strebt die Advofin, ein Prozessfinanzierer, der rund 200 Investoren vertritt, eine Sammelklage gegen die Bank Austria an, der die Medici Bank zu 25 % gehört. Ähnliches gilt für Zwerling, Schachter & Zwerling, die in New York und Seattle ansässig sind.
In den USA basieren die Klagen gegen Madoff, seine Zwischenhändler und Geschäftspartner auf Verletzungen des New Yorker Schuldner- und Gläubigergesetzes, des New Yorker Handelsrechts, des Racketeer Influenced and Corrupt Organizations Act und auf Bereicherung und Mittäterschaft bei Verletzung von treuhänderischen Pflichten.
Inzwischen werden die juristischen Bemühungen zunehmend gebündelt. Am 17. Februar gründeten Vertreter von Anwaltskanzleien aus 21 Staaten, die sich bei der in Spanien und Südamerika ansässigen Kanzlei Cremades & Calvo Sotelo versammelten, eine Allianz. Dahinter stehen 34 Kanzleien mit über 5.000 Anwälten. Leiter ist Javier Cremades, Vorsitzender der Kanzlei des Tagungsorts, Vizepräsidentin ist Gaytri Kachroo, Partnerin der Kanzlei McCarter & English und Anwältin des US-Finanzmarktdetektivs Harry Makropolos, der die SEC bereits im Jahr 2000 vor Madoffs Geschäftsgebaren gewarnt hatte. Neben einer US-Sammelklage werden die Möglichkeiten Geschädigter für ein Vorgehen in Luxemburg geprüft.
Als erste Kommune reichte am 25. Februar Fairfield in Connecticut Klage ein – genauer beim Bridgeport Superior Court –, allerdings nicht gegen Madoff oder seine zahlreichen Zubringer, sondern gegen Berater und Wirtschaftsprüfer. Dabei geht es um den Verlust von 42 Millionen Dollar aus der Pensionskasse. Die Unternehmen NEPC aus Cambridge, und KPMG aus Montvale sollen ihren Pflichten unzureichend nachgekommen sein.

### Klagen gegen Gewinner des Systems Madoff
Unklar war zunächst die Situation für Privatanleger, die Gewinne aus Madoffs System gezogen hatten. Sie könnten zur Rückzahlung gezwungen werden, hieß es bereits im Januar. Dies hat jedoch Bedingungen: „Während die tatsächlichen betrügerischen Handlungen (fraudulent transfers) Vorsatz bzw. Kenntnis voraussetzen, was wohl nur in den wenigsten Fällen nachzuweisen sein wird, ist dieser Nachweis beim sogenannten constructive fraud nicht notwendig, wenn (1) die Veranlagungen vor Eröffnung des Konkurses erfolgt sind, (2) sie inkongruent waren (d.h. für weniger als einen angemessenen Gegenwert erfolgten) und (3) der Schuldner zum Zeitpunkt der Zahlung schon insolvent war.“
Im April verschickte der Treuhänder Irving Picard Briefe an 223 Investoren, die Gewinne aus Madoffs System gezogen hatten, worin er sie aufforderte, diese Gewinne zurückzuzahlen. Deren Anwälte wiederum kündigten an, die Rechtmäßigkeit der Forderung in Frage zu stellen.

## Außergerichtliche Verhandlungen
Über 100 spanische und südamerikanische Investoren, die insgesamt 120 Millionen Euro verloren haben, nahmen Kontakt zu verschiedenen Banken auf. Sie hatten zwischen 150.000 und 10.000.000 Euro investiert und wollten gemeinsam mit Barclays Bank und Banco Santander verhandeln. Santander ist Eigentümer von Abbey National, Alliance & Leicester und Bradford & Bingley. Auch mit Fortis und der portugiesischen Bank Espirito Santo sind Gespräche vorgesehen.

## Sonstige Reaktionen
Zahlreiche Anleger wurden durch Madoffs Betrugssystem geschädigt, manche so sehr, dass sie keinen Ausweg mehr sahen. Der Erste, der sich das Leben nahm – sieht man von denen ab, die selbst Teil des Systems waren, wie Magon de la Villehuchet – war der 65-jährige britische Kriegsveteran William Foxton aus Southampton, der sich in einem Park erschoss. Der Major, der auch in der französischen Fremdenlegion gewesen war, hatte nach seiner verletzungsbedingten Frühpensionierung im Jugoslawienkonflikt bei der European Commission Monitoring Mission mitgearbeitet und war Sprecher der Organisation für Sicherheit und Zusammenarbeit in Europa gewesen. Zuletzt war er in Afghanistan für die UNO tätig. Auch warb er Mittel für den Arbeiter-Samariter-Bund ein. Für seinen Einsatz in Jugoslawien wurde er 1999 zum Officer des Order of the British Empire erhoben. Seine Ersparnisse hatte er in die Fonds Herald USA und Herald Luxemburg investiert, die von der Wiener Bank Medici vertrieben worden waren.

## Familiäre Folgen
Im Verlauf der Ermittlungen und in Folge des Zusammenbruchs des Madoffschen Systems zerfiel auch Bernard Madoffs Familie. Er und seine Frau sollen bereits am Heiligabend 2008, kurz nach Anordnung des Hausarrests gegen ihn, gemeinsam versucht haben, sich mit Schlaftabletten das Leben zu nehmen. Im Dezember 2010 wurde Madoffs Sohn Mark tot in seiner Wohnung aufgefunden. Er beging Suizid am zweiten Jahrestag der Verhaftung seines Vaters, nach Angaben seines Anwalts motiviert durch „den seit zwei Jahren anhaltenden unerbittlichen Druck aus falschen Anschuldigungen und Unterstellungen“. Mark Madoff soll seit Bekanntwerden des Betrugs kein Wort mehr mit seinem Vater gewechselt und zudem mit Schwierigkeiten bei der Arbeitssuche gekämpft haben. Nach dem Tod ihres Sohnes brach auch Ruth Madoff den Kontakt zu ihrem inhaftierten Mann ab.
Sein zweiter Sohn Andrew starb 2014 an Krebs.

## Erste Kompensationen
Wie die Securities Investor Protection Corp. angekündigt hatte, gingen am 6. März 2009 die ersten Schecks an geschädigte Investoren. Am 13. März 2009 gab die chilenische Bank Celfin Capital SA bekannt, dass sie rund hundert Kunden mit einem Gesamtbetrag von umgerechnet 11 Millionen Dollar entschädigen wolle.

## Streit um das Vermögen der Familie Madoff
Bernard Madoffs Frau, Ruth Madoff, ist Eigentümerin eines Penthouses, um das vor Gericht gestritten wird. Ein Teil des Vermögens ist bereits an sie zurückgeflossen, da sein Erwerb nicht mit dem Betrugssystem in Zusammenhang steht. Ob Ruth Madoffs immobiler Besitz plombiert werden darf, falls es zur Verurteilung kommt, ist unklar. Neben dem 7-Millionen-Dollar-Penthouse an der Upper East Side in Manhattan hält Frau Madoff eine rund 45 Millionen Dollar umfassende Kommunalanleihe auf einem Konto bei Cohmad Securities Group Corp., ein Brokerhaus im Miteigentum ihres Mannes. Auf der Wachovia Bank liegen weitere 17 Mio. Dollar, und sie beansprucht Eigentumsrechte an der 62-Millionen-Dollar-Wohnung, in der die Madoffs derzeit wohnen.
Am Freitag, den 13. März 2009 gab das Gericht, vor dem Madoff einen Tag zuvor seine Schuld eingestanden hatte, die Liste der Vermögenswerte bekannt, die Madoff im Dezember der SEC hatte übergeben müssen. Sie weist den Wert der von Madoff geführten Firma mit 700 Millionen Dollar aus.
Viele der Vermögenswerte sind im Besitz von Ruth Madoff, darunter das Appartement, in dem ihr Ehemann bis zu Prozessbeginn unter Hausarrest gestanden hatte. Sein Wert wird auf sieben Millionen Dollar beziffert. Dazu kommen Grundstücke im Wert von 19 Millionen Dollar auf Long Island sowie in Florida und Südfrankreich, Möbel und Kunstgegenstände im Wert von 9,9 Millionen Dollar. Ruth Madoff hatte vor Gericht erklärt, ihr gehörten Werte von insgesamt 69 Millionen Dollar, allerdings gehörten auch Wertpapiere von 45 Millionen Dollar hinzu, sodass die Gesamtsumme höher liegen muss.
Insgesamt verfügen die Madoffs über ein Privatvermögen von mindestens 823 Millionen Dollar. Mitte März 2009 sollte, nachdem das Vermögen Bernard Madoffs eingefroren worden war, auch das seiner Frau eingefroren werden.
In den USA wurde Anfang April 2009 ein Teil des Madoff-Besitzes konfisziert, wie die Villa in Palm Beach in Florida, seine 17-Meter-Jacht und ein Motorboot.
Um die Herausgabe auch solcher Vermögenswerte zu erzwingen, die nicht durch Betrug erlangt worden sind, haben am 13. April 2009 Geschädigte bei Gericht – gegen den Widerstand des Justizministeriums und der Börsenaufsicht SEC, die eine Verfahrensverlängerung ins Feld führten – die Forderung nach einer Privatinsolvenz Madoffs eingereicht. Auch erhoffen sich die Kläger, dass über Finanzvermittler und Fonds investiertes Geld, das ohne ausdrückliche Zustimmung bei Madoff investiert worden ist, damit zurückgeholt werden kann.
Ende April 2009 stellte der zuständige Konkursrichter Burton Lifland fest, dass die Staatsanwaltschaft, die Börsenaufsicht SEC, der vom Gericht bestellte Treuhänder Irving Picard sowie einige Anlegergruppen „zusammenhangslos und unkoordiniert“ versucht hatten, Vermögen in Häusern, Autos und Booten sicherzustellen. Richter Denny Chin verhängte über das Privatvermögen Madoffs und seiner Frau ein Transferverbot, weil es beschlagnahmt werden könnte. Darüber hinaus sollte ein Koordinator eingesetzt werden.

## Prozess, Haft und Tod

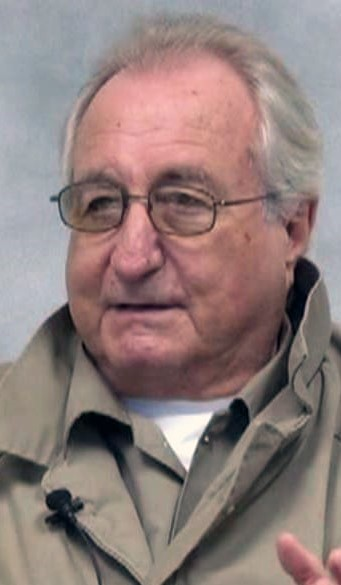
Madoff Anfang 2017

Für den 12. März 2009 wurde der Prozess anberaumt. Schon eine Woche vorher wurde bekannt, dass Madoff einen Deal anstrebte, in dem er sich schuldig bekennen würde, und damit seiner Familie einen Teil des Vermögens – 60 Millionen Dollar – sichern wollte. Nach Regierungsangaben aus Massachusetts hat Madoff seiner Frau einen Tag vor seiner Verhaftung 10 Millionen Dollar überwiesen, 15 Tage zuvor 5,5 Millionen.
Madoff saß bereits einen Tag vor Prozessbeginn im Manhattan Correctional Center (MCC) im Süden Manhattans ein. Der zuständige Richter lehnte eine Kaution in Höhe von 10 Millionen Dollar mit der Begründung der Fluchtgefahr ab.
Der eigentliche Prozess begann am 13. März 2009 in Saal 11A des Bezirksgerichts New York und dauerte insgesamt 75 Minuten. Darin gestand Madoff, viele Jahre lang ein Ponzi-Schema betrieben zu haben, sowie mit Blick auf die weiteren zehn Anklagepunkte des Wertpapierbetrugs, der Geldwäsche und der Falschaussagen schuldig zu sein.
Darauf erst verlas Madoff sein fünfseitiges Schuldbekenntnis, das die vielfach zitierten Sätze „Ich bekenne mich schuldig. Es tut mir sehr leid. Ich schäme mich“ enthielt. Auf die vorgetragenen elf Anklagepunkte bekannte Madoff jedes Mal „Schuldig“. Der ganze Vorgang dauerte fünf Minuten, wobei Madoff erklärte, er habe seit Anfang der 1990er Jahre die Gelder nicht mehr angelegt.
Dennoch bekannte Madoff sich nur in den Punkten schuldig, in denen ihm eine Schuld bereits zur Last gelegt wurde. Joel Cohen, ehemaliger Chefankläger, meinte, Madoff sei „Lichtjahre davon entfernt, kooperativ zu sein“, während Lev Dassin, der Chefankläger in Manhattan, ebenfalls nicht mit Madoffs Aussagen übereinstimmte, jedoch nun seine Schuld als erwiesen ansah.
Madoff wurde noch im Gerichtssaal in Handschellen gelegt und abgeführt, was von den Zuschauern mit Beifall begrüßt wurde.
Seinen Antrag, ihn bis zur Verkündung des Strafmaßes auf freien Fuß zu setzen, lehnte das zuständige Appellationsgericht am 20. März 2009 ab.
Kurz vor Prozessbeginn wurde bekannt, dass der unmittelbare Schaden sich auf insgesamt 65 Milliarden Dollar beläuft, die Zahl der Geschädigten auf 4800.
Madoff wurde am 29. Juni 2009 zu 150 Jahren Freiheitsstrafe verurteilt und direkt nach der Urteilsverkündung Gefangener des Metropolitan Correctional Center (MCC) in New York City (Reg.-Nr. 61727-054). Am 14. Juli 2009 wurde er in den Federal Correctional Complex Medium, einen Sicherheitstrakt im US-Bundesgefängnis in Butner, North Carolina, verlegt.
Madoffs Anwalt erklärte am 9. Juli 2009, dass sein Mandant kein Rechtsmittel gegen das Urteil einlegen werde. Madoff verdiente im Gefängnis 40 Dollar im Monat. 2010 soll er ein beliebter Häftling gewesen sein, Mitgefangene sollen ihn um Anlagetipps gebeten haben.
Nachdem er 2020 erfolglos versucht hatte, aus gesundheitlichen Gründen vorzeitig aus dem Gefängnis entlassen zu werden, verstarb Madoff am 14. April 2021 im Haftkrankenhaus des US-Bundesgefängnisses in Butner, North Carolina. Er litt nach eigener Aussage an einem unheilbaren Nierenleiden.

## Ermittlungen und Anklagen im Unternehmensumfeld
Madoff behauptete auch während seines Prozesses, allein gehandelt zu haben, doch ermittelten die Behörden weiterhin gegen Angehörige seiner Familie und gegen Angestellte, sowie gegen Wirtschaftsprüfer. Von diesem engeren Kreis verlangt Ermittler Irving Picard insgesamt 735 Millionen Dollar.

### Anklage gegen Madoffs Wirtschaftsprüfer David Friehling
So erhob die Staatsanwaltschaft am 18. März 2009 Anklage gegen Madoffs langjährigen Wirtschaftsprüfer David Friehling wegen Begünstigung und Beihilfe zum Anlagebetrug und wegen der Erstellung von vier falschen Prüfberichten. Er hat demnach 17 Jahre lang keinerlei Prüfung vorgenommen, diese jedoch gegenüber den Behörden vorgetäuscht. Friehling erhielt zumindest in den Jahren 2004 bis 2007 monatlich von Madoff 12.000 bis 14.500 Dollar. Der 49-Jährige hatte sich gestellt und wurde gegen eine Kaution von 2.500.000 Dollar auf freien Fuß gesetzt. Ihm drohte eine Haftstrafe von bis zu 105 Jahren, letztlich wurde er am 28. Mai 2015 zu einem Jahr Hausarrest und einem weiteren Jahr Supervised Release (eine Bewährungsstrafe unter Auflagen) verurteilt. Das Gericht würdigte in seinem verhältnismäßig milden Urteil die umfangreiche Kooperationsbereitschaft Friehlings, die in der Verurteilung von fünf weiteren ehemaligen Mitarbeitern Madoffs resultierte.

### Konfisziertes Vermögen von Madoffs Söhnen
Kurz nach dem Prozess gegen Bernard Madoff kündigte die Staatsanwaltschaft an, 31,55 Millionen Dollar aus dem Vermögen der Söhne konfiszieren zu wollen, da es sich hierbei um einen Kredit des Verurteilten handle. Beide Söhne waren im väterlichen Unternehmen angestellt, sollen jedoch nichts von seinem Betrugssystem gewusst haben.

### Madoffs Bruder
Peter Madoff war Chief Compliance Officer der Bernard L. Madoff Investment Securities. Ein Teil des Vermögens von Peter Madoff wurde eingefroren, weil er seine treuhänderischen Pflichten verletzt und das Vermögen von Andrew Ross Samuels, eines Studenten der Brooklyn Law School, bei Bernard Madoff angelegt haben soll. Dabei handelt es sich um 478.000 Dollar, die Peter Madoff nach Meinung des Klägers in voller Kenntnis des Betrugssystems Bernard Madoffs, investiert habe. Peter Madoffs Vermögen wurde zunächst, bis auf einen monatlichen Verfügungsrahmen i. H. von 10.000 Dollar, eingefroren. Peter Madoff besitzt ein Haus in Old Westbury auf Long Island, dessen Wert auf 3 Millionen Dollar taxiert wurde. Ein Gericht entschied, dass er seinen Aston Martin DB2/4 aus dem Jahr 1964 herausgeben muss, zu dessen Erwerb er im März und Mai 2008 umgerechnet mehr als 150.000 Euro vom Konto der Madoff Securities International abgezogen hatte.
Im Juni 2012 wurde Peter Madoff im Büro seines Anwalts von der Bundespolizei FBI verhaftet. Er bekannte vor Gericht, dass er daran mitgewirkt hatte, das wahre Ausmaß der Betrügereien seines Bruders Bernard zu verschleiern. Er gestand, dabei geholfen zu haben, den organisierten Betrug seines Bruders weiterzuführen. Er habe Dokumente gefälscht, die Börsenaufsicht belogen und Zahlungen so strukturiert, dass diese nicht versteuert werden mussten. Ende Dezember 2012 wurde Peter Madoff zu 10 Jahren Haft verurteilt.

## Weitere Kompensationen
Am 22. April 2009 kündigte der Vermögensverwalter Notz Stucki an, den um rund 870 Millionen Schweizer Franken Geschädigten einen Ausgleich zu zahlen. Dieser sollte sich auf etwa 120 Millionen Schweizer Franken belaufen und betraf Fälle, in denen Investmentmanager die Entscheidung zur Anlage bei Madoff getroffen hatten. Nur Kunden, die auf eigenen Wunsch bei Madoff hatten anlegen lassen, sollten keine Kompensation erhalten.

## Rezeption des „Falls Madoff“
Woody Allen publizierte im New Yorker vom 30. März 2009 in der Abteilung Humor eine Geschichte, die sich auf den Betrugsfall bezieht.
Raymond De Felitta verfilmte den Stoff unter dem Titel Madoff als Zweiteiler mit Richard Dreyfuss als Bernie Madoff für den Fernsehsender ABC, der ihn am 3. und 4. Februar 2016 ausstrahlte. Eine weitere Verfilmung erfolgte durch Barry Levinson mit Robert De Niro in der Hauptrolle unter dem Titel The Wizard of Lies – Das Lügengenie für den Privatsender HBO, der sie im Mai 2017 auszustrahlen begann.
Der investigative Finanzjournalist Jim Campbell veröffentlichte 2021 das Buch Madoff Talks: Uncovering the Untold Story Behind the Most Notorious Ponzi Scheme in History. Campbell hatte neun Jahre direkten Kontakt zu Madoff im Gefängnis.
Im Januar 2023 veröffentlichte Netflix die Dokumentation Bernie Madoff: Das Monster der Wall Street.

## Belege
1. 1 2 3  Diana B. Henriques: Bernie Madoff, the Wizard of Lies – Inside the Infamous $65 Billion Swindle. Oneworld, New York 2011, ISBN 978-1-78074-043-0. S. 44 ff.
2. ↑  Laurence Arnold: Bernard Madoff, Mastermind of Giant Ponzi Scheme, Dies at 82. Bloomberg, 14. April 2021, abgerufen am 14. April 2021 (englisch).
3. ↑  Richard J. Tofel: Shadowing a Swindler. In: Wall Street Journal. 9. März 2010, ISSN 0099-9660 (wsj.com [abgerufen am 17. April 2020]).
4. ↑  Jessica Pressler: Charities, Old People, Jews Hit Hardest by Madoff Fraud UPDATED. Am 15. Dezember 2008 auf nymag.com
5. 1 2  Tag der Abrechnung in Saal 11A, Spiegel Online, 12. März 2009
6. 1 2  Madoff-Skandal: Globale Allianz von Anwaltsfirmen aus 21 Ländern gegründet, in: Property Magazine, 23. Februar 2009
7. ↑  Madoff – ein Glücksfall für Schweizer Anwälte, in: Tagesanzeiger, 8. April 2009
8. ↑  "Urteil im Madoff-Prozess: 150 Jahre Haft für den 'größten Betrüger aller Zeiten'", tagesschau.de (Memento vom 2. Juli 2009 im Internet Archive). Stand: 29. Juni 2009 17:38 Uhr
9. ↑  ksta.de, 12. März 2017: Bundesanwalt entlassen: US-Regierung feuert New Yorker Staatsanwalt Preet Bharara (13. März 2017)
10. ↑  P. Sherwell „Bernie Madoff: Profile of a Wall Street star“, Telegraph, abgefragt am 17. Dezember 2008
11. ↑  Binyamin Appelbaum, David S. Hilzenrath and Amit R. Paley:  'All Just One Big Lie' In: The Washington Post, 13. Dezember 2008. Abgerufen am 17. März 2009
12. 1 2 3 4  Erin Arvedlund: Too Good to Be True: The Rise and Fall of Bernie Madoff. Penguin, New York 2009, ISBN 978-1-101-13778-9. S. 14–15 (Auszug. Auf books.google.de, abgerufen am 12. Juni 2016)
13. ↑  Thomas Schulz: Reichtum – Aus ganzem Herzen Hass. spiegel.de, 12. Dezember 2011, abgerufen am 7. Mai 2015.
14. 1 2 3  The talented Mr. Madoff, in: International Herald Tribune, 25. Januar 2009 (Memento vom 4. Februar 2009 im Internet Archive)
15. ↑  Candidates for Graduation – June 1956. In: One-hundred-Fourteenth Commencement of the Far Rockaway Highschool. Board of Education of the City of New York, 26. Juni 1956. S. 4, abgerufen am 12. Juni 2016 (Der Hinweis auf das Dokument stammt von: The Education of Bernie Madoff: The High School Years. In: Clusterstock. 22. Dezember 2008 (Memento vom 11. Juli 2012 im Webarchiv archive.today))
16. ↑  Allen Salkin: Bernie Madoff, Frat Brother. Am 16. Januar 2009 auf nytimes.com
17. ↑  Marc Pitzke: Sohn begeht Selbstmord: Madoffs Fluch. spiegel.de, 12. Dezember 2010, abgerufen am 7. Mai 2015.
18. ↑  Bernie Madoff's Surviving Son, Andrew, Dies of Lymphoma. nbcnews.com, 3. September 2014, abgerufen am 7. Mai 2015 (englisch).
19. ↑  Madoff's mother tangled with the feds. The late Sylvia Madoff was registered as a broker-dealer in the 1960s but left the business after being cited for failing to file reports, in: CNN Money, 16. Januar 2009
20. ↑  Website der Madoff-Gesellschaft zur Firmengeschichte (Memento vom 11. Februar 2007 im Internet Archive)
21. ↑  Profile of a Wall Street star, Telegraph, 14. Dezember 2008
22. ↑  Nikolaus Piper: Das Monster als Kavalier. Die New Yorker Publizistin Sheryl Weinstein macht ihre Affäre mit Bernard Madoff öffentlich, in: Süddeutsche Zeitung vom 20. August 2009
23. ↑  Wörtlich: „what could prove to be history's largest financial scam“ (Robert Frank, Peter Lattman, Dionne Searcey und Aaron Luccetti: Fund Fraud Hits Big Names, in: The Wall Street Journal, 13. Dezember 2008)
24. ↑  Diana B. Henriques, Zachery Kouwe: Prominent Trader Accused of Defrauding Clients. In: The New York Times. 11. Dezember 2008, ISSN 0362-4331 (nytimes.com [abgerufen am 16. April 2021]).
25. ↑  ‘Falsified’ records hamper Madoff inquiry, in: Financial Times, 17. Dezember 2008
26. ↑  Madoff kaufte seit 13 Jahren keine Aktien mehr, in: Fonds Online, 23. Februar 2009
27. ↑  Madoff transferred $164 million to US from UK, in: Times Online, 27. Februar 2009
28. ↑  Madoff Charged in $50 Billion Fraud at Investment Advisory Firm. bloomberg.com, 11. Dezember 2008, archiviert vom Original (nicht mehr online verfügbar) am 24. Oktober 2012; abgerufen am 12. Juni 2016.
29. ↑  „Charity Caught Up in Wall Street Ponzi Scandal“ bei foxnews.com (englisch, abgerufen am 12. Januar 2009)
30. ↑  Madoff-Skandal: Ehefrau Ruth Madoff gerät ins Visier, in: ManagerMagazin, 11. Februar 2009
31. ↑  Mitteilung der New Yorker Anlageberatung Aksia (in English; PDF; 41 kB)
32. ↑  Milliardenbetrüger Madoff. Totale Ausgangssperre, in: Süddeutsche Zeitung, 20. Dezember 2008 (Memento vom 25. Januar 2009 im Internet Archive)
33. ↑  US justice boss leaves fraud case, in: BBC News, 17. Dezember 2008
34. ↑  Madoff Scandal Plot Thickens, in: thestreet.com, 17. Dezember 2008
35. ↑  U.S. tries again to jail Madoff, Reuters, 13. Januar 2009
36. ↑  Judge allows Madoff to remain free, in: Times Online, 14. Januar 2009
37. ↑  Madoff bleibt U-Haft erspart, in: Der Standard, 15. Januar 2009
38. 1 2 3  Bernard Madoffs Ehefrau – „Wir wollten uns umbringen“. faz.net, 27. Oktober 2011, abgerufen am 7. Mai 2015.
39. 1 2  "Vom Luxus-Penthouse ins Gefängnis", tagesschau.de (Memento vom 15. März 2009 im Internet Archive). Stand: 16. März 2009
40. ↑   Madoff-Urteil erwartet 170 Milliarden Dollar Strafe, 150 Jahre Haft? In: FAZ, 27. Juni 2009. ISSN 0174-4909. Abgerufen am 5. Juni 2012
41. ↑   Madoff Is Sentenced to 150 Years for Ponzi Scheme In: New York Times, 30. Juni 2009. Abgerufen am 11. Dezember 2018
42. 1 2 3  Madoffs Anlagefirma aufgelöst, in: Süddeutsche Zeitung, 16. Dezember 2008 (Memento vom 17. Dezember 2008 im Internet Archive)
43. ↑  Hoffnung für Madoff-Opfer, in: Tagesanzeiger, 2. März 2009
44. 1 2  Madoff associate skips court hearing, in: Times Online, 21. Januar 2009
45. 1 2  Zsa Zsa Gabor verliert Millionen, in: Süddeutsche Zeitung, 24. Januar 2009 (Memento vom 29. Januar 2009 im Internet Archive)
46. ↑  Two businessmen win a round in Madoff lawsuits, Reuters, 23. Januar 2009
47. ↑  UPDATE: Madoff Trustee Has Located More Than $1 Billion In Assets, in: Morningstar, 23. März 2009 (Seite nicht mehr abrufbar, festgestellt im März 2023. Suche in Webarchiven)  Info: Der Link wurde automatisch als defekt markiert. Bitte prüfe den Link gemäß Anleitung und entferne dann diesen Hinweis.
48. ↑  Teil von Madoffs Imperium wird verkauft, in: Financial Times Deutschland, 28. März 2009 (Memento vom 29. März 2009 im Internet Archive)
49. ↑  Bill Richardson and Corruption auf www.opednews.com von Michael Cavlan am 16. Januar 2006 (englisch)
50. ↑  Madoff's biggest victim also helped sell the fund to others, in: International Herald Tribune, 17. Dezember 2008 (Memento vom 10. Februar 2009 im Internet Archive)
51. ↑  News, Morning Star, 6. April 2009 (Seite nicht mehr abrufbar, festgestellt im Oktober 2022. Suche in Webarchiven)  Info: Der Link wurde automatisch als defekt markiert. Bitte prüfe den Link gemäß Anleitung und entferne dann diesen Hinweis.
52. ↑  „Überhastet und schlecht durchdacht“ in: Süddeutsche Zeitung, 7. April 2009
53. ↑  Hedgefonds-Manager Merkin angeklagt. Madoff-Anlagebetrug: Warnung vom Knastbruder, in: Handelsblatt, 7. April 2009
54. ↑  Madoff victims emerge at Safra, in: Financial Times, 17. Februar 2009
55. ↑  SEC.gov | SEC Historical Summary of Chairmen and Commissioners. Abgerufen am 25. Mai 2025.
56. ↑  Times Online, 17. Dezember 2008. Dort heißt es: „credible and specific allegations“.
57. ↑  Mass. investor saw inside Madoff scam, AP, 19. Dezember 2008 (Memento vom 1. Januar 2009 im Internet Archive)
58. ↑  Archivierte Kopie (Memento vom 11. Februar 2016 im Internet Archive)
59. ↑  The World's Largest Hedge Fund is a Fraud. (PDF; 1,6 MB) static.reuters.com, abgerufen am 5. Juni 2012.
60. ↑  Börsenaufsicht räumt Fehler im Madoff-Skandal ein, in: NZZ online, 17. Dezember 2008
61. ↑  Obama: Madoff Reminds us Reform is Needed, in: New York Post, 18. Dezember 2008 (Memento vom 20. Dezember 2008 im Internet Archive)
62. ↑  Finra probed 19 Madoff complaints, in: Financial Times, 14. Januar 2009
63. ↑  SEC-Bericht enthüllt peinliche Pannen, in: Financial Times Deutschland, 5. September 2009 (Memento vom 8. September 2009 im Internet Archive)
64. ↑  The talented Mr. Madoff, in: International Herald Tribune, 25. Januar 2009
65. ↑  Im Januar 2009 veröffentlichte Morningstar eine List Of Entities Announcing Exposure To Madoff Investments (Liste der Einheiten, die von Madoffs Investments betroffen sind) (Seite nicht mehr abrufbar, festgestellt im März 2023. Suche in Webarchiven)  Info: Der Link wurde automatisch als defekt markiert. Bitte prüfe den Link gemäß Anleitung und entferne dann diesen Hinweis..
66. 1 2  Madoff's alleged $50 billion fraud hits other investors (Memento vom 9. Januar 2009 im Internet Archive) abgefragt am 13. Dezember 2008
67. ↑  Nicola Horlick is a possible victim of the Bernard Madoff scandal
68. ↑  For Investors, Trust Lost, and Money Too
69. ↑  Robert Frank, Peter Lattman, Dionne Searcey und Aaron Luccetti: Fund Fraud Hits Big Names, in: The Wall Street Journal, 13. Dezember 2008
70. ↑  Tremont Invested More Than Half Its Assets With Bernard Madoff, in: Bloomberg.com vom 16. Dezember 2008
71. ↑  Website der Robert I. Lappin Charitable Foundation
72. ↑  New York Times abgefragt am 13. Dezember 2008
73. ↑  The Picower Foundation, a charity that supports programs ranging from medical research to education, said it was shutting down because of losses from investments with Bernard Madoff. in: Reuters vom 20. Dezember 2008
74. ↑  Madoff's Victims, in: Wall Street Journal, 7. Januar 2009
75. ↑  Die vollständige Liste ist hier erhältlich (PDF; 2 MB).
76. ↑  Paralysis sets in after Madoff's touch, in: Herald Sun, 17. Dezember 2008
77. 1 2  Unicredit-Kunden hatten 800 Mio. Euro in Madoff-Fonds. MIT-Professor musste Hedge Fonds schliessen, in: BoerseExpress, 13. Januar 2009 (Memento vom 22. Januar 2009 im Internet Archive)
78. ↑  Former Merrill execs invested in Madoff funds: report, Reuters vom 5. März 2009
79. ↑  Elie Wiesel Stiftung
80. ↑  Streit um Finanzstandort Luxemburg. Handelsblatt, 14. Januar 2009.
81. ↑  Presseerklärung der CSSF vom 23. Januar 2009, (PDF; 48 kB) (Memento vom 13. Januar 2016 im Internet Archive)
82. ↑  Heike Schwerdtfeger: Investmentfonds: Das Risiko bei Luxemburg-Fonds. In: wiwo.de. 13. Januar 2012, abgerufen am 13. Februar 2024.
83. ↑  Kommuniqué Commission de Surveillance du Secteur Financier. (Seite nicht mehr abrufbar, festgestellt im März 2023. Suche in Webarchiven)  Info: Der Link wurde automatisch als defekt markiert. Bitte prüfe den Link gemäß Anleitung und entferne dann diesen Hinweis.
84. ↑  Withdrawal of the Sicav Herald (lux) from the Official List. (PDF; 77 kB) cssf.lu, abgerufen am 5. Juni 2012.
85. ↑  Madoff-Causa bringt neuen Luxemburg-Fonds zu Fall – Anwalt im Visier.  Fonds Online, 5. März 2009.
86. ↑  Luxembourg regulator liquidates Madoff fund. finanznachrichten, 13. Mai 2009.
87. ↑  Luxemburger Staatsanwalt ermittelt gegen UBS. wort.lu, 10. Juni 2010, abgerufen am 5. Juni 2012.
88. ↑  Archivlink (Memento vom 1. März 2014 im Internet Archive)
89. ↑  http://www.oe24.at/wirtschaft/Madoff-Skandal-Finanzaufsicht-kritisiert-UBS/480933 Madoff-Skandal – Finanzaufsicht kritisiert UBS. Die luxemburgische Finanzmarktaufsichtsbehörde CSSF hat der Schweizer Großbank UBS Mängel bei internen Kontrollen vorgeworfen.
90. ↑  Archivierte Kopie (Memento vom 14. Juli 2014 im Internet Archive) Anleger zieht CSSF-Direktion vor Gericht
91. ↑  So berichtet The Seattle Times, 13. Dezember 2008
92. ↑  Geneva banks lost more than $4 billon to Madoff: report
93. ↑  Thomson Reuters, 18. Dezember 2008
94. ↑  Madoff: UBP ist mit 800 Millionen Franken investiert. cash.ch, 18. Dezember 2008, archiviert vom Original (nicht mehr online verfügbar) am 21. Dezember 2008; abgerufen am 12. Juni 2016.
95. ↑  Bank dementiert Betrugswarnung, in: Financial Times Deutschland, 15. Januar 2009 (Memento vom 21. Januar 2009 im Internet Archive)
96. ↑  Union Bancaire Privée verteidigt sich gegen Madoff-Klage. cash.ch, 13. Mai 2009, archiviert vom Original (nicht mehr online verfügbar) am 31. Mai 2009; abgerufen am 12. Juni 2016.
97. ↑  Tages-Anzeiger, 12. Februar 2009
98. ↑  Pressemitteilung: Information Betrugsfall Madoff; Hyposwiss, 22. Dezember 2008
99. ↑  Madoff-Betrug: Hunderte von Hyposwiss-Kunden betroffen. cash.ch, 18. Dezember 2008, archiviert vom Original (nicht mehr online verfügbar) am 21. Dezember 2008; abgerufen am 12. Juni 2016.
100. ↑  Vermögensverwalter leitet Verfahren gegen UBS ein, in: News.ch, 13. Januar 2009
101. ↑  UBS zu Zahlungen im Fall Madoff verurteilt. Depotbanken von Fonds drohen Milliardenklagen, in: NZZ Online, 15. Januar 2009
102. ↑  UBS muss Madoff-Daten rausrücken, in: Financial Times Deutschland, 6. März 2009 (Memento vom 7. September 2012 im Webarchiv archive.today)
103. ↑  This website has been established by the court appointed liquidators of Herald LUX Fund. boerse-online.de, 7. April 2009, abgerufen am 12. Juni 2016.
104. ↑  Betrugsfall Madoff schlägt höhere Wellen: Spielberg zählt zu den prominenten Opfern, in: news.at, 16. Dezember 2008 (Memento vom 3. Februar 2009 im Internet Archive)
105. 1 2  Madoff-Affäre: Nürnberger Versicherung beteiligt sich an US-Sammelklage, in: news.at, 26. März 2009
106. ↑  Supervisory Board (Memento vom 19. Dezember 2008 im Internet Archive) Website der Bank Medici
107. ↑  Medici-Bank kommt unter Staatskuratel, Der Standard, 31. Dezember 2008
108. 1 2  Sven Prange: Die falsche Erbin der Medici, in: Frankfurter Allgemeine Sonntagszeitung, 11. Januar 2009, S. 32
109. ↑  In „einem jüdisch-orthodoxen Vorort von New York“, wie die Zeitung fälschlicherweise meint. Es handelt sich jedoch um einen Ortsteil von Ramapo im Rockland County, der sich im Bundesstaat New York befindet. Der Name rührt entweder von einem Häuptling namens Munsee oder vom zugehörigen Indianerstamm. Hier leben viele Auswanderer aus Mittel- und Osteuropa, überwiegend jüdischen Glaubens.
110. ↑  Nationalbank: Sonderprüfung der Medici-Bank wegen Madoff-Fonds, in: Die Presse, 15. Januar 2009
111. ↑  Rücktritt Zapotockys , Der Standard, 18. Dezember 2008
112. ↑  Madoff zahlte 526.000 Dollar an Sonja Kohn, in: Salzburger Nachrichten, 12. Februar 2009
113. ↑  Madoff: Geld floss via Broker an Sonja Kohn, in: Wiener Zeitung, 13. Februar 2009
114. ↑  Madoff-Causa: Bank Medici steht zum Verkauf, in: Fonds Online, 16. Februar 2009
115. ↑  Madoff-Skandal: Ermittlungen gegen Bank Medici und Kohn, in: Die Presse, 25. Februar 2009
116. ↑  Website der Bank Medici
117. ↑  Madoff-Causa bringt Bank Medici zu Fall, in: Fonds Online, 20. März 2009
118. ↑  (10. Dezember 2010) New York Times: Madoff Trustee Seeks $19.6 Billion From Austrian Banker
119. ↑  (11. Dezember 2010) ORF: Teuerste Klage im Fall Madoff
120. ↑  Primeo-Liquidationstreffen nach Madoff-Skandal, in: Salzburger Nachrichten, 23. März 2009
121. ↑  Kampf gegen Madoff-Verlust, in: Der Standard, 5. Mai 2009
122. ↑  Madoff hält Bank Austria auf Trab, Der Standard, 28. April 2008
123. ↑  Madoff-Opfer greifen auch Erste Bank an. In: diepresse.com. 11. August 2009, abgerufen am 5. Juni 2012.
124. ↑  Milliarden im Madoff-Sumpf versenkt. Fortis Nederland macht Riesenverlust von 18,5 Mrd. Euro im Jahr 2007, in: Boerse Express, 26. März 2009 (Memento vom 2. April 2009 im Internet Archive)
125. ↑  Dutch Finance Firms Lost EUR2 Billion To Madoff, Morning Star, 27. Mai 2009 (Seite nicht mehr abrufbar, festgestellt im März 2023. Suche in Webarchiven)  Info: Der Link wurde automatisch als defekt markiert. Bitte prüfe den Link gemäß Anleitung und entferne dann diesen Hinweis.
126. ↑  Kreise: Auch Commerzbank nicht vom Madoff-Skandal betroffen, in: Reuters, 16. Dezember 2008 (Memento vom 19. Dezember 2008 im Internet Archive)
127. ↑  Mit der Frage, welche Fehler gemacht und zukünftig vermieden werden sollten befasste sich Jochen Eichhorn: Der Fall Madoff, in: Frankfurter Allgemeine Zeitung, 28. Mai 2009, S. B6.
128. ↑  Madoff kommt in Deutschland an, in: Financial Times Deutschland, 19. Dezember 2008 (Memento vom 22. Dezember 2008 im Internet Archive)
129. ↑  Verdammt viel Geld, Wirtschaftswoche vom 12. Januar 2009
130. ↑   Madoff-Skandal: Deutsche Anleger versenken Millionen, in: Money online, 20. Februar 2009 und Ministerium: Auch deutsche Fonds hatten bei Madoff investiert, in: Reuters, 20. Februar 2009 (Memento vom 25. Juni 2013 im Internet Archive)
131. ↑  Presseportal – impulse. presseportal.de, 26. April 2009, archiviert vom Original (nicht mehr online verfügbar) am 1. Juni 2009; abgerufen am 12. Juni 2016.
132. ↑  Statement on Madoff, Website der UniCredito Europe. unicreditgroup.eu, 15. Dezember 2008, archiviert vom Original (nicht mehr online verfügbar) am 18. Dezember 2008; abgerufen am 12. Juni 2016.
133. ↑  UniCredit indirekt in hohem Maße von Madoff betroffen, in: Finanznachrichten, 12. Januar 2009
134. ↑  Market Watch, 13. Dezember 2008
135. ↑  News, in: Morningstar, 16. Dezember 2008 (Memento vom 21. Dezember 2008 im Internet Archive)
136. ↑  Morningstar, News, 15. Dezember 2008 (Memento vom 21. Dezember 2008 im Internet Archive)
137. ↑  Presseerklärung, PDF 36 kB
138. ↑  European banks tally losses linked to Madoff, in: International Herald Tribune, 17. Dezember 2008 (Memento vom 18. Dezember 2008 im Internet Archive)
139. ↑  Madoff-Skandal: Fondsmanager begeht Selbstmord abgefragt am 24. Dezember 2008
140. ↑  Adel verpflichten: Prince Charles sollte bei Madoff investieren, in: Das Investment, 12. Februar 2009 (Memento vom 13. Februar 2009 im Internet Archive)
141. ↑  Santander has big exposure to Madoff, Marketwatch, 13. Dezember 2008
142. ↑  Behörden untersuchen Santander-Engagement bei Madoff – WSJ, Finanznachrichten, 13. Januar 2009
143. ↑  Santander's offer to Madoff victims puts pressure on other banks, in: International Herald Tribune, 28. Januar 2009 (Memento vom 1. Februar 2009 im Internet Archive)
144. ↑  Banco Santander Agrees To Pay $235m To Madoff’s Victims, in: BankingBusiness Review, 28. Mai 2009 (Memento vom 31. Mai 2009 im Internet Archive)
145. ↑  Morningstar, 17. Dezember 2008 (Memento vom 21. Dezember 2008 im Internet Archive)
146. ↑  RBS says Madoff could cost it 400 million pounds, 15. Dezember (Memento vom 1. Januar 2009 im Internet Archive)
147. ↑  HSBC joins victims of Madoff’s alleged fraud, Financial Times, 15. Dezember 2008
148. ↑  15 December 2008 MADOFF INVESTMENT SECURITIES LLC. (PDF) media.ft.com, archiviert vom Original (nicht mehr online verfügbar) am 24. Dezember 2008; abgerufen am 12. Juni 2016.
149. ↑  Hedge fund loses over $350M in Madoff affair, in: The Seattle Times, 21. Januar 2009
150. ↑  Australian banks look at Madoff exposure, in: Business Day, 15. Januar 2009
151. ↑  Madoff-Skandal: Drei europäische Banken betroffen
152. ↑  Japan's Aozora has $137 mln exposure to Madoff, Finanznachrichten, 16. Dezember 2008
153. ↑  Nach Angaben der Financial Times Deutschland: Madoff erleichtert Santander um 2 Mrd. Euro (Memento vom 18. Dezember 2008 im Internet Archive), 15. Dezember 2008.
154. ↑  Madoff lässt auch Österreich zittern, 15. Dezember 2008.
155. ↑  Bank Medici an prominenter Stelle, Der Standard, abgefragt am 6. Januar 2009
156. ↑  Shell OAPs are latest victims of Madoff, in: ThisIsMoney, 18. Dezember 2008
157. ↑  JEHT Foundation (Memento vom 25. März 2008 im Internet Archive) Website der Stiftung
158. ↑  Madoff Scandal Unveiled on Democracy Now (2 of 2) 12/17/08
159. ↑  Madoff Case Creates Worst Loss for Jewish Charities, in: Bloomberg, 17. Dezember 2008
160. ↑  Michigan Foundation Closes Because of Madoff, 18. Dezember 2008
161. ↑  US-Forschungsinstitute. Diagnose: Madoff , in: Süddeutsche Zeitung, 13. Februar 2009 (Memento vom 17. Februar 2009 im Internet Archive)
162. ↑  Madoff scandal could lead to tax losses nationwide, in: The Seattle Times, 18. Dezember 2008
163. ↑  Madoff's victims can deduct losses in '08, in: Market Watch, 17. März 2009
164. ↑  Madoff-Crash belastet Versicherer, in: Süddeutsche Zeitung, 21. Januar 2009 (Memento vom 24. Januar 2009 im Internet Archive)
165. ↑  SdK richtet Infodienst für Madoff-Geschädigte ein. sdk.org, abgerufen am 12. Juni 2016.
166. ↑  16. Dezember 2010 The Economist: An affair to remember (Print-Ausgabe: Seite 129)
167. ↑  Französische Wirtschaftsministerin attackiert Luxemburg. Luxemburger Wort, 13. Januar 2009. (Memento vom 1. März 2014 im Internet Archive)
168. ↑  Final Report. (PDF) In: ALFI MADOFF TASK FORCE. lff.lu, September 2009, archiviert vom Original am 14. Juli 2010; abgerufen am 12. Juni 2016.
169. ↑  Heike Schwerdtfeger: Investmentfonds: Das Risiko bei Luxemburg-Fonds. In: wiwo.de. 13. Januar 2012, abgerufen am 13. Februar 2024.
170. ↑  UBS connaissait le rôle de Madoff en 2005. (Memento vom 18. Februar 2014 im Webarchiv archive.today), AFP vom 13. November 2009. Abgerufen am 13. November 2009
171. ↑  Véronique Poujol: La preuve par trois. (Memento vom 21. Februar 2014 im Internet Archive) d'Lëtzebuerger Land, 12. November 2009. S. 8.
172. ↑  Ticker: Trois mois pour bien faire. d'Lëtzebuerger Land, 20. November 2009. S. 11. / CSSF: Affaire Madoff. (Memento vom 18. Januar 2016 im Internet Archive) (PDF; 0 kB) 18. November 2009.
173. ↑  Ticker: Pêche aux infos. d’Lëtzebuerger Land, 27. November 2009. S. 11.
174. ↑  Véronique Poujol: «Madoff gérait». d'Lëtzebuerger Land, 27. November 2009. S. 13.
175. ↑  Ticker: Lot de Consolation. d'Lëtzebuerger Land, 18. Dezember 2009. S. 11.
176. ↑  Ticker: Liquidateurs sous pression. d'Lëtzebuerger Land, 25. Dezember 2009. S. 11.
177. ↑  Kläger in Madoff-Affäre abgewiesen. wort.lu, 4. März 2010, archiviert vom Original (nicht mehr online verfügbar) am 8. März 2010; abgerufen am 12. Juni 2016.
178. ↑  Archivlink (Memento vom 1. März 2014 im Internet Archive)
179. ↑  Deminor klagt gegen Luxemburger Investmentfonds. wort.lu, archiviert vom Original (nicht mehr online verfügbar) am 8. Februar 2009; abgerufen am 12. Juni 2016.
180. ↑  Heike Schwerdtfeger: Investmentfonds: Das Risiko bei Luxemburg-Fonds. In: wiwo.de. 13. Januar 2012, abgerufen am 13. Februar 2024.
181. ↑  Archivierte Kopie (Memento vom 14. Juli 2014 im Internet Archive) Anleger zieht CSSF-Direktion vor Gericht
182. ↑  Madoff-Skandal belastet Dachfonds (Memento vom 14. August 2014 im Internet Archive), in: €uro fondsxpress 07/2009, Seite 5
183. ↑  Drama für Investmentbranche. Madoff-System verschlingt selbst Stornos, in: Financial Times Deutschland, 15. Januar 2009 (Memento vom 9. September 2012 im Webarchiv archive.today)
184. ↑  EU reviews fund rules in light of Madoff scandal, in: finanznachrichten.de, 20. Januar 2009
185. ↑  Funds fear clawback by Madoff trustee, in: Financial Times, 18. Januar 2009
186. ↑  Madoff-Fonds: Erste Klage gegen Bank Medici, in: ORF, 16. Januar 2009 und Madoff-Fonds: Investor klagte Bank Medici und Bank Austria, in: Wiener Zeitung, 14. Januar 2009, in: Die Presse, 13. Januar 2009
187. ↑  Harte Vorwürfe gegen Luxus-Bank Medici: „Sie hat Betrüger Madoff mit Geld gefüttert“, in: news.at, 24. Januar 2009
188. ↑  Madoff Pushes Medici To The Brink, in: Forbes, 21. Januar 2009 (Memento vom 23. Januar 2009 im Internet Archive)
189. ↑  Auf Wertpapierbetrug spezialisierte Anwaltskanzlei Zwerling, Schachter & Zwerling vertritt Opfer in Österreich und Deutschland im Betrugsfall Madoff, in: finanznachrichten.de, 21. Januar 2009
190. ↑  Town sues Madoff, hedge funds over losses – A Connecticut town is suing disgraced financier Bernard Madoff, his family and investment companies because its pension board allegedly lost millions in Madoff's Ponzi scheme.
191. ↑  Zitiert nach Madoff-Gewinnern drohen in den USA Rückzahlungen, in: Der Standard, 20. Januar 2009
192. ↑  Madoff investors ordered to return false profits, The New York Times Company, 24. April 2009
193. ↑  Spanish Madoff investors in bid to recover funds, in: Times Online, 23. Januar 2009
194. ↑  Son: UK veteran killed himself after Madoff loss, in: the Star, 14. Februar 2009 und Zweiter Selbstmord im Zusammenhang mit Madoff-Skandal. Brite, der in „Herald USA“ investiert war, nahm sich das Leben, in: Börse Express, 16. Februar 2009 (Memento vom 27. Februar 2009 im Internet Archive)
195. ↑  Madoffs Fluch in: Spiegel Online vom 12. Dezember 2010
196. ↑  BBC: Bernard Madoff son found hanged in New York. „Mark was an innocent victim of his father's monstrous crime who succumbed to two years of unrelenting pressure from false accusations and innuendo.“
197. ↑  Reuters: Sohn von Milliardenbetrüger Madoff erhängt sich (Memento vom 25. Juni 2013 im Internet Archive)
198. ↑  NYT: Andrew Madoff, Who Told of His Father’s Swindle, Dies at 48
199. ↑  First checks sent out to Madoff victims, in: NYP Holdings
200. ↑  Chile’s Celfin Refunds $11 Million to Clients for Madoff Losses, Reuters, 13. März 2009
201. ↑  Robin Finn: A Former Madoff Penthouse Goes Back on the Market (Published 2013). In: nytimes.com. 16. August 2013, abgerufen am 3. Februar 2024 (englisch).
202. ↑  Streit um Madoff-Penthouse, in: Der Standard, 4. März 2009 und Madoff will 62 Millionen Dollar behalten, in: Spiegel Online, 3. März 2009
203. ↑  Madoff beziffert Privatvermögen auf über 823 Millionen Dollar (Memento vom 25. Juni 2013 im Internet Archive), Reuters, 15. März 2009
204. ↑  Fonds Online, 16. März 2009
205. ↑  Millionen auf Eis, in: Süddeutsche Zeitung, 16. März 2009 (Memento vom 2. September 2014 im Internet Archive)
206. ↑  Opfer-Entschädigung. Madoff-Villa konfisziert. n-tv.de, 2. April 2009, abgerufen am 12. Juni 2016.
207. ↑  dpa, 13. April 2009
208. ↑  Madoff-Privatvermögen gesperrt – Beschlagnahme möglich, in: Die Presse, 21. April 2009
209. ↑  Madoff plant Deal mit Gericht, in: Manager-Magazin, 9. März 2009
210. ↑  So spekulierte der Tagesanzeiger über Madoffs zukünftige Lebensumstände: Bernard Madoffs neues Leben hinter Gittern, in Tagesanzeiger, 13. März 2009
211. ↑  Ein neues Leben für Häftling 61727-054: 5,5 Quadratmeter für Bernard Madoff, in: RP Online, 13. März 2009 (Memento vom 15. März 2009 im Internet Archive)
212. ↑  „Er ist ein Monster“, in: ZEIT Online, 13. März 2009
213. ↑  Der genaue Wortlaut seines Bekenntnisses findet sich hier: Text of Bernard Madoff's court statement, npr.org, 12. März 2009
214. ↑  Madoff must stay in jail before sentencing, in: Times Online, 20. März 2009
215. ↑  Madoff stays jailed as appeal denied, Reuters, 20. März 2009
216. ↑  BBC NEWS | Business | Fraudster Madoff gets 150 years
217. ↑  BOP Inmate Finder (Memento vom 24. Juli 2012 im Webarchiv archive.today) Federal Bureau of Prisons „Inmate Locator – Locate Federal inmates“. Aufgerufen am 11. August 2009.
218. ↑  The New York Times – Artikel „Madoff Arrives at Federal Prison in North Carolina“ vom 15. Juli 2009 (englisch), aufgerufen am 11. August 2009.
219. ↑  reuters.com – Meldung „Madoff's prison life begins in North Carolina“ vom 14. Juli 2009 (englisch). Aufgerufen am 11. August 2009.
220. ↑  Madoff decides not to appeal his 150-year sentence, cnn.com, 9. Juli 2009
221. ↑  Bernie Madoff verdient im Gefängnis 40 Dollar pro Monat. In: sueddeutsche.de. 17. Mai 2013, abgerufen am 7. April 2018.
222. ↑  Steve Fishman: Bernie Madoff, Free at Last, nymag.com, 4. Juni 2010
223. ↑  Finanzbetrüger Bernie Madoff im Gefängnis gestorben. In: nordschleswiger.dk. 14. April 2021, abgerufen am 14. April 2021.
224. ↑  Süddeutsche Zeitung: Finanzbetrüger Bernie Madoff im Gefängnis gestorben. Abgerufen am 14. April 2021.
225. ↑  Liquidator calls on Madoff family and associates to pay back £483m, The Guardian, 14. Mai 2009
226. ↑  Madoffs Buchhalter angeklagt, in: Fonds Online, 19. März 2009 und Madoffs Buchhalter drohen 105 Jahre Haft, in: Der Standard, 19. März 2009
227. ↑  105 Jahre Haft möglich Madoff-Prüfer angeklagt. n-tv.de, 18. März 2009, abgerufen am 12. Juni 2016.
228. ↑  Madoff Accountant Avoids Prison Term. New York Times, 29. Mai 2015, abgerufen am 10. August 2023.
229. ↑  US-Ermittler knöpfen sich Madoffs Söhne vor, in: Spiegel Online, 18. März 2009
230. ↑  Judge freezes assets of Bernard Madoff's brother, Times Online, 26. März 2009
231. ↑  Agreement Gives Madoff Brother Spending Money, in: The New York Times Company , 3. April 2009
232. ↑  Betrugsfall Madoff. Eine schrecklich nette Familie, in: Süddeutsche Zeitung, 16. April 2009 (Memento vom 19. April 2009 im Internet Archive)
233. ↑  https://web.archive.org/web/20121222144219/http://www.berliner-zeitung.de:80/wirtschaft/finanzbetrug-madoff-madoff-zu-zehn-jahren-haft-verurteilt,10808230,21162750.html
234. ↑  https://web.archive.org/web/20121231020826/http://www.handelsblatt.com/unternehmen/management/koepfe/milliardenbetrug-madoffs-bruder-zu-zehn-jahren-haft-verurteilt/7552032.html
235. ↑  Finanznachrichten.de, 23. April 2009
236. ↑  Shouts & Murmurs. Tails of Manhattan, in: The New Yorker, 30. März 2009
237. ↑  https://deadline.com/2015/11/madoff-abc-miniseries-premiere-hbo-movie-1201621213/ (abgerufen am 5. Februar 2016)
238. ↑  über das Buch

| Personendaten    | Personendaten                                                             |
| ---------------- | ------------------------------------------------------------------------- |
| NAME             | Madoff, Bernard L.                                                        |
| ALTERNATIVNAMEN  | Madoff, Bernard Lawrence (vollständiger Name); Madoff, Bernie (Spitzname) |
| KURZBESCHREIBUNG | US-amerikanischer Finanz- und Börsenmakler sowie Anlagebetrüger           |
| GEBURTSDATUM     | 29. April 1938                                                            |
| GEBURTSORT       | Brooklyn, New York City                                                   |
| STERBEDATUM      | 14. April 2021                                                            |
| STERBEORT        | Butner, North Carolina                                                    |